# Straßenverkehrssicherheit
Straßenverkehrssicherheit soll Verkehrsunfälle vermeiden und die Folgen von Unfällen vermindern.
Straßenverkehrssicherheit wird im System Straße-Fahrzeug-Mensch unter anderem beschrieben
- in den Teilbereichen Straßenbau, Straßenverkehrsrecht,
- im Teilbereich Fahrzeugsicherheit (von Kraftfahrzeugen und nicht motorisierten Fahrzeugen wie Fahrrädern und Pferdefuhrwerken),
- in Bezug auf Menschen als Verkehrsteilnehmer in Verkehrspsychologie, Verkehrspädagogik und Fahrtechnik (als Fertigkeit zum Führen eines Fahrzeugs).

Mit Hilfe sogenannter Crashtests werden die Sicherheitsstandards der Fahrzeuge unter wissenschaftlichen Bedingungen technisch überprüft und ständig verbessert.
Das Verkehrssicherungswesen befasst sich verantwortlich mit der Gewährleistung gefährdungsfreier Verkehrsabläufe.
Zur Straßenverkehrssicherheit tragen unmittelbar die Verkehrsteilnehmer selbst bei, mittelbar der Gesetzgeber, Wissenschaft und Forschung, die Straßenverkehrsbehörden, die Polizei, die Verkehrserziehung, die Verkehrsclubs, die Verkehrspädagogik, die Schulen, die Gebietskörperschaften als Baulastträger, sowie Politik und Medien.

## Passive und aktive Verkehrssicherheit

### Bedeutung der Verkehrsinfrastruktur

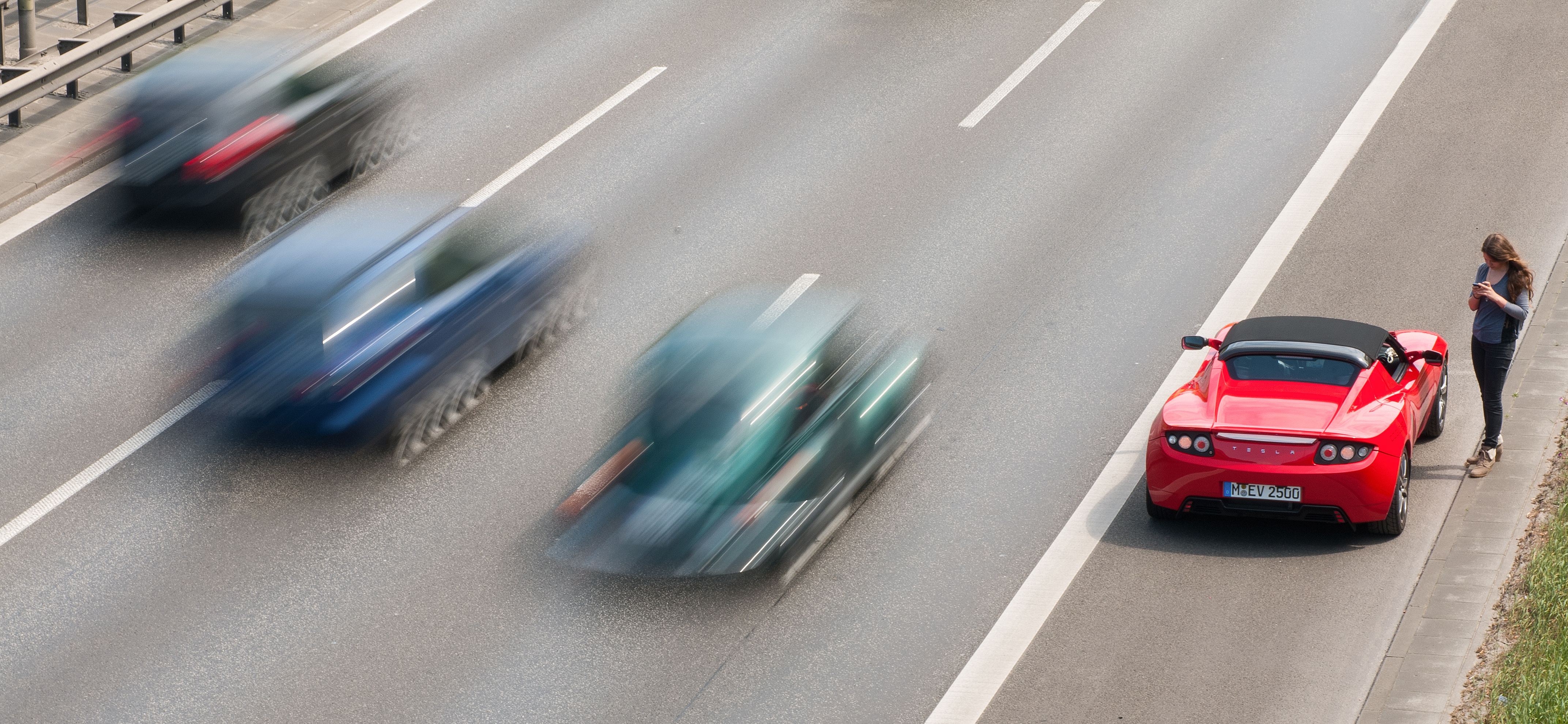
Der Standstreifen auf Autobahnen ist nicht sicher

Die Konzeption und der Zustand der Verkehrsinfrastruktur bilden die Grundlage passiver Sicherheit. Die Straßenverkehrssicherheit wird auch durch Verkehrslenkung und Verkehrsverlagerung auf andere Verkehrsmittel sowie durch geeignete Vorschriften und deren Überwachung bestimmt. Im Sinne einer passiven Sicherheit kann es zweckmäßig sein, die verschiedenartigen Verkehrsmittel und Verkehrsteilnehmer räumlich voneinander zu trennen und ihnen eigene Verkehrswege zuzuweisen (Fahrbahnen, Radwege, Fußgängerbrücken, Fußgängertunnel). Die sicherheitstechnische Bedeutung einer räumlichen Trennung der Verkehrsmittel und Verkehrsteilnehmer nimmt grundsätzlich mit zunehmenden Geschwindigkeitsunterschieden zu. Unfallfolgen können durch die Gestaltung der Fahrbahnränder ohne gefährliche Hindernisse und durch eine hohe Qualität des Rettungsdienstes verringert werden. Der aktiven Sicherheit sind die geeignete Auswahl der Verkehrsmittel und auch die Inanspruchnahme von Fahrleistungen auf Straßen zuzurechnen.

### Bedeutung in der Fahrzeugtechnik

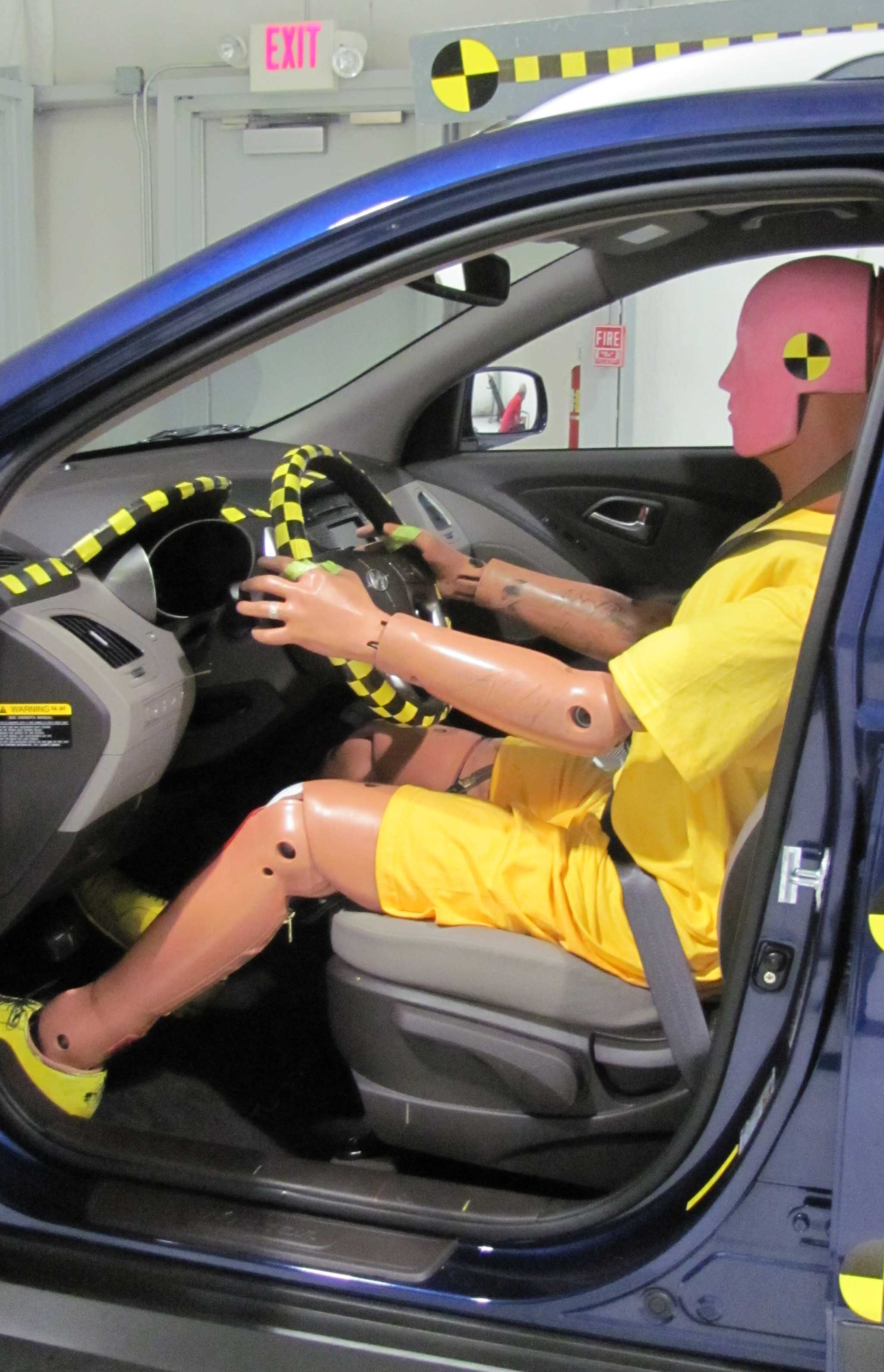
Crashtest mit einem Dummy zum Erfassen der Unfallwirkung auf Personen, 2010

In der Fahrzeugtechnik sind die Begriffe definiert als:
- aktive Sicherheit: der fahrtechnische Ausrüstungsstand eines Fahrzeugs für das Vermeiden von Unfällen
- passive Sicherheit: der bautechnische Ausrüstungsstand eines Fahrzeugs für die Abmilderung von Unfallfolgen, ähnliche Begriffe sind Crashsicherheit, Unfallsicherheit und Insassenschutz

Zu den aktiven Sicherheitseinrichtungen zählen neben guten Bremsen und Reifen Fahrerassistenzsysteme wie Antiblockiersystem, Fahrdynamikregelung oder Aufmerksamkeitsassistent und zu den passiven Knautschzone, Sicherheitsgurt, Airbag und Gurtstraffer.
Zur Abmilderung von Unfallfolgen, etwa bei einem Fahrzeugbrand, kann auch ein (in Deutschland für Pkw bisher noch nicht vorgeschriebener) Feuerlöscher dienen. Automatische Löschanlagen sind inzwischen beispielsweise bei Formel1-Fahrzeugen vorgeschrieben.
Die aktive Sicherheit kann durch Testfahrten ermittelt werden, die passive durch Simulation mithilfe der Finiten-Elemente-Methode und Crashtests. In der Unfallstatistik können sie getrennt klassifiziert werden. Eine Wechselwirkung zwischen aktiver und passiver Sicherheit kann durch Risikokompensation entstehen: eine Verbesserung technischer Sicherheit kann zu erhöhter Risikobereitschaft des Fahrers führen (Rebound-Effekt).

### Bedeutung in der Verkehrspädagogik

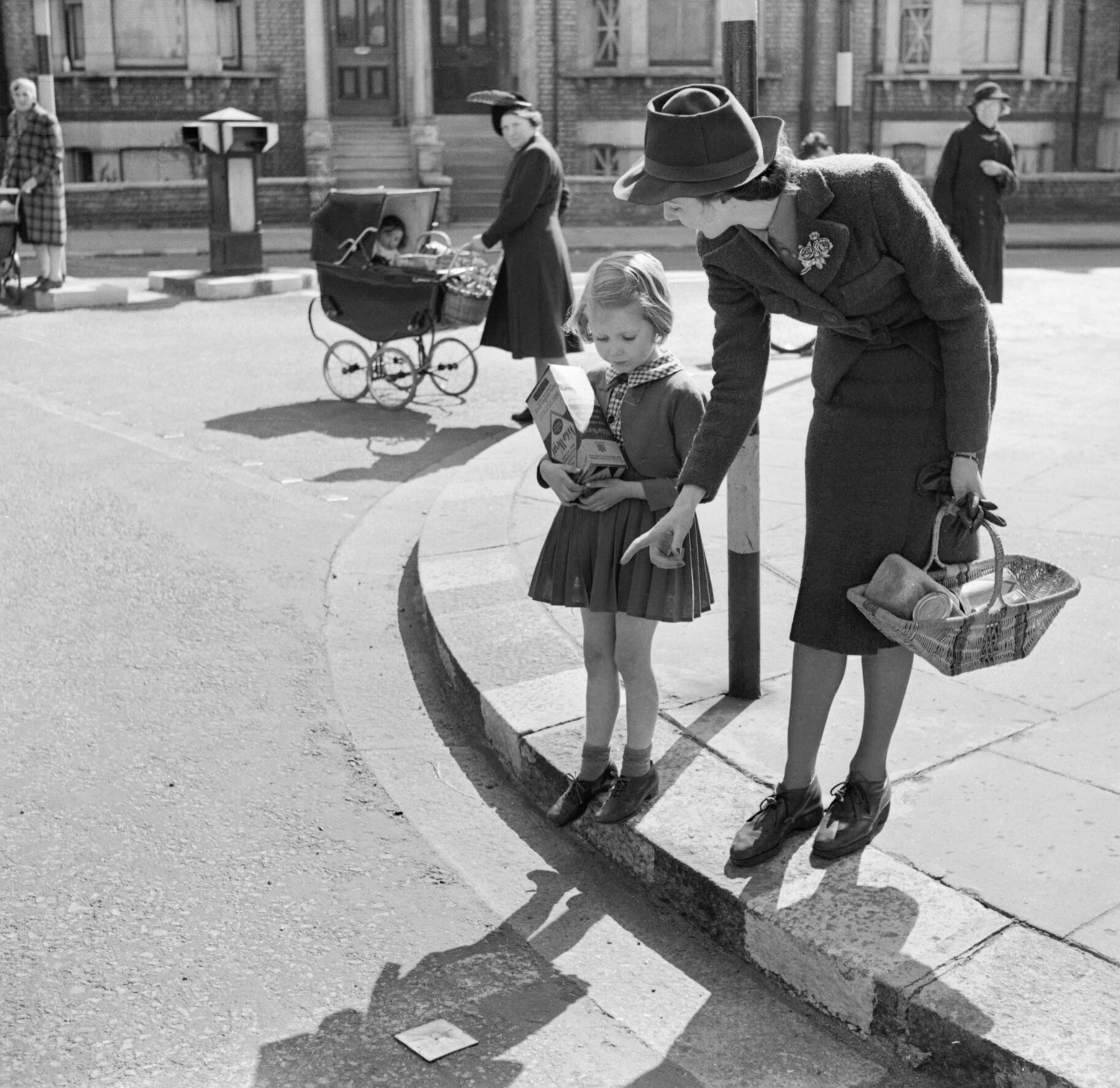
Das Erlernen der aktiven Selbstsicherung im Verkehr, 1942

In allen sicherheitsrelevanten Bereichen, in denen es um Gefahren für Menschen geht, wie im Sport, in der Technik, im Haushalt, im Verkehr, unterscheiden Verhaltensbiologie, Wagnispsychologie und Pädagogik zwischen Maßnahmen, mit denen der Einzelne passiv durch andere geschützt wird und solchen, durch die er aktiv Einfluss nehmen kann.
Unter „passiver Sicherheit“ versteht die Verkehrspädagogik entsprechend durch andere erbrachte, personelle, technische oder organisatorische Schutzmaßnahmen zur Vermeidung oder Verringerung von Unfällen. Es handelt sich um Sicherungsmaßnahmen, die dem einzelnen Verkehrsteilnehmer ohne eigenes Zutun zugutekommen, wie Leitplanken für den Autofahrer oder fluoreszierende Kleidung, ausreichend breite Gehwege (mindestens 2,50 Meter), Festlegung der zulässigen Höchstgeschwindigkeit, Zebrastreifen und Ampeln für den Fußgänger. „Aktive Sicherheit“ muss von jedem Verkehrsteilnehmer auf der Basis einer Verkehrsqualifikation selbst gestaltet werden. Sie erwächst aus Eigeninitiative, erworbener Verkehrskompetenz, verkehrsgerechtem Verhalten und eigenverantwortlichem Handeln. Dazu stellt die Verkehrspädagogik geeignete Ausbildungsprogramme und Prüfungen für Fußgänger (Fußgängerdiplom), Radfahrer (Radfahrprüfung) und motorisierte Verkehrsteilnehmer (Führerscheine) bereit.
Passive und aktive Sicherheitsmaßnahmen fließen miteinander in ein wirksames Sicherheitskonzept ein. Sie haben jedoch eine unterschiedliche Funktion:
Einer passiven Sicherung, beispielsweise durch Trennung von Verkehrswegen, bedürfen besonders die jungen, alten und behinderten Verkehrsteilnehmer. Daneben wird allerdings schon in frühem Alter auf die allmähliche aktive Selbstsicherung hingearbeitet. Sie versucht, die verbreitete Zeigefingermentalität („Der andere hat die Augen aufzumachen!“, „Die Gemeinde muss für weitere Schutzmaßnahmen sorgen“ usw.) abzubauen. Die auf Eigenverantwortung ausgerichtete Selbstsicherung gilt als die effektivere, aber auch anspruchsvollere Sicherungsmaßnahme, weil sie den Einzelnen fordert.
Zu Entscheidungskonflikten zwischen den beiden Sicherheitsvorstellungen kommt es etwa bei der Frage des sicheren Schulwegs: Während viele Eltern ihre Kinder lieber dem eigenen Fahrzeugtransport anvertrauen (Passivierung der Kinder), verweisen Verkehrserzieher und Lehrer auf die statistischen Realitäten und pädagogische Vernunftgründe: Die Befähigung zum eigenständigen Schulweg und das regelmäßige aktive Training im Verkehrsumgang ist nachweislich die bessere, weil langfristig stabilere Alternative als das Unmündighalten der Kinder durch die Lernverweigerung. Sie können sich dabei auf die Unfallstatistik und die Erkenntnisse der Wagnisforschung stützen: Nach den Erhebungen von S. A. Warwitz tragen nicht die „gewagten“, im eigenen täglichen Verkehrsumgang trainierten, sondern die „geschonten“, durch Fremdtransport entmündigten, passiv gehaltenen Kinder das höhere Risiko eines Unfalls. Es prägen sich dabei typische Merkmale eines „Unfallkindes“ aus. Der Verhaltensforscher Felix v. Cube erklärt den aktiven Sicherheitsgewinn als natürlichen Lernvorgang, bei dem Unbekanntes Schritt für Schritt durch eigenes Zutun in Bekanntes und damit in mehr Sicherheit verwandelt wird.

## Entwicklung der Straßenverkehrssicherheit in Deutschland

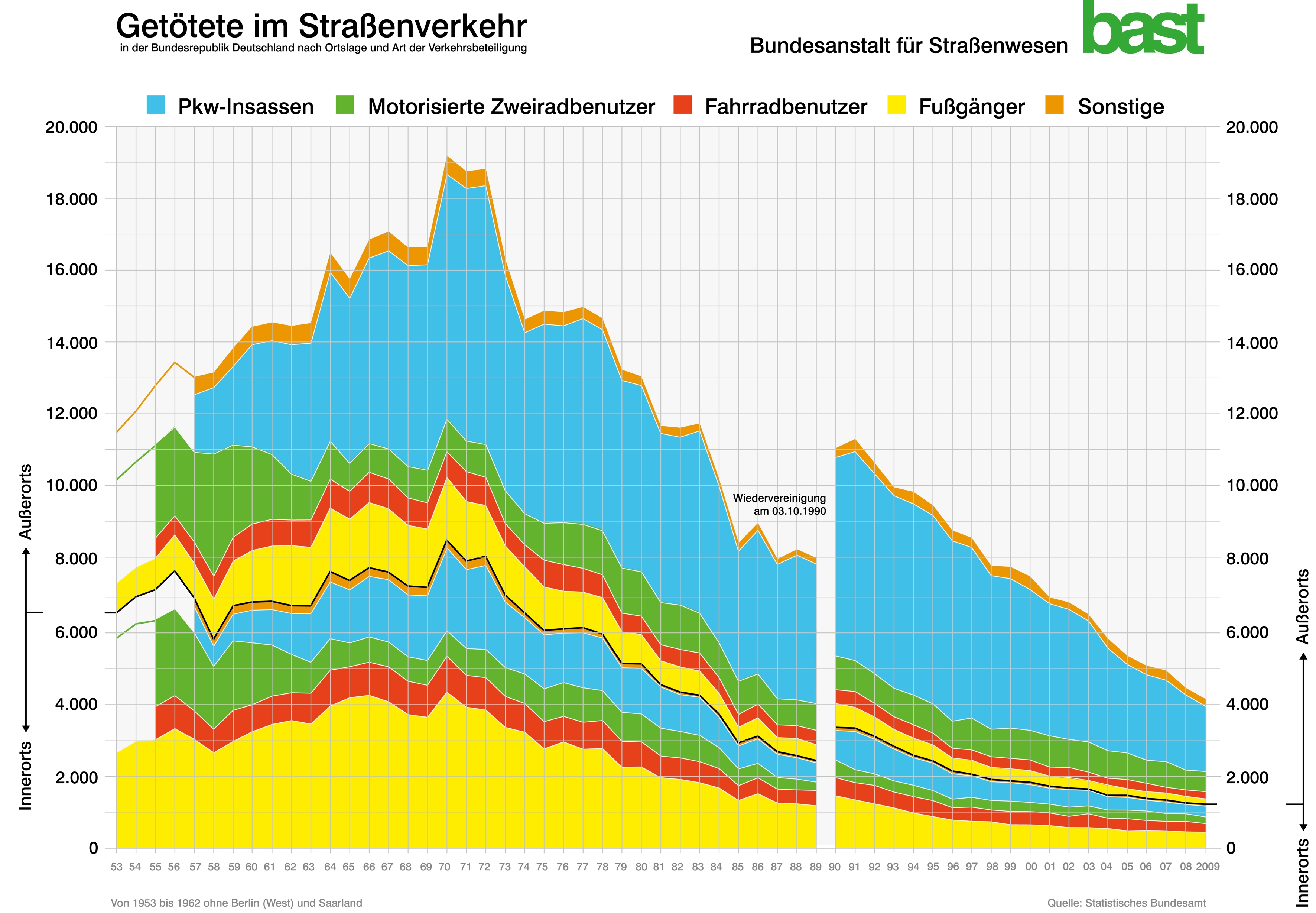
Jährliche Zahl der Straßenverkehrstoten in Deutschland

Die nebenstehende Grafik zeigt die Zahl der Straßenverkehrstoten in der Bundesrepublik. Die Zahl stieg bis 1970 mit der Zunahme des motorisierten Verkehrs an und ist seither prinzipiell fallend, trotz Vervielfachung der Fahrleistung. Der unmittelbare Rückgang 1973 und 1974 liegt in der Ölkrise begründet. Die Gründe für den langfristigen Rückgang seit 1970 sind laut Statistischem Bundesamt beispielsweise: Verkehrsrechtliche Regelungen, wie die Einführung der Helmtragepflicht für Nutzer motorisierter Zweiräder, die Gurtanlegepflicht, die Senkungen der Höchstgrenze für den Blutalkoholkonzentrationswert die Verbesserung der Sicherheit und der technischen Ausstattung der Fahrzeuge sowie eine bessere Straßengestaltung, eine verstärkte Verkehrssteuerung, mehr Verkehrskontrollen, die Einrichtung von Fußgängerzonen und Radwegen. Auch haben eine stärkere Verkehrserziehung und -aufklärung sowie eine verbesserte medizinische Erstversorgung die Zahl der Todesopfer im Straßenverkehr reduziert. Der Sprung im Jahr 1990 liegt an der Änderung der Grundgesamtheit durch die Wiedervereinigung, ist aber auch auf zunächst steigende Unfallzahlen zurückzuführen.
Die Zahl der im Straßenverkehr Getöteten ging danach bis 2010 auf den niedrigsten Stand seit dem Zweiten Weltkrieg auf 3.648 zurück. Im Jahr 2011 starben erstmals seit 1991 wieder mehr Menschen auf den Straßen, die Zahl der Getöteten stieg auf 4.009. Im folgenden Jahr 2012 sank die Zahl der Getöteten mit 3.600 allerdings wieder unter die Zahl des Jahres 2010. Im Jahr 2013 sank die Zahl der Getöteten ebenfalls, auf jetzt 3 339. Im Jahr 2014 kam es jedoch zu einem erneuten Anstieg der Zahl der Getöteten auf 3.377 und 2015 sogar auf 3.459. Die Zahl der Getöteten sank 2016 wieder, jetzt auf 3 206, das waren 7,3 % weniger als 2015. Im Jahr 2017 sank die Zahl der Getöteten auf 3 180. Damit starben aber immer noch fast 9 Menschen pro Tag im Straßenverkehr. Im Jahr 2018 ist die Zahl der Getöteten erneut um 95 (+ 3 %) auf 3275 gestiegen. Besonders stark stieg die Zahl der getöteten Fahrradfahrer/Pedelecfahrer (63/+16,5 %) auf 445 und der getöteten Kraftradfahrer auf Krafträdern mit Versicherungskennzeichen auf 78 (+19/32,2 %) sowie der Kraftradfahrer auf Krafträdern mit amtlichen Kennzeichen auf 619 (+36/+6,2 %). Die Zahl der Getöteten in Güterkraftfahrzeugen stieg auf 174 (+7/+4,2 %). Gesunken ist die Zahl der in Personenkraftwagen Getöteten auf jetzt 1424 (-10/-07 %.) Die Zahl der getöteten Fußgänger sank 2018 ebenfalls, auf jetzt 458 (-25/-5,2 %) (ab 2014 einschließlich Fußgänger mit Sport- und Spielgeräten). Im Jahr 2019 sank die Zahl der getöteten Verkehrsteilnehmer auf 3046 (−7 %). Für 2020 war ein weiterer Rückgang der Zahl der Getöteten zu verzeichnen. Das Statistische Bundesamt führt diesen Rückgang insbesondere auf die durch die Corona-Pandemie deutlich gesunkene Kilometerleistung zurück.
Die Zahl der Unfälle mit motorisierten Fahrrädern (Pedelec-Unfälle) hat seit 2014 drastisch zugenommen. 2014 starben von 396 Fahrradfahrer 39, die auf einem Pedelec unterwegs waren. 2017 haben von 382 Menschen 68 ihr Leben mit einem Pedelec verloren. Im Jahr 2018 stieg diese Zahl erneut um 28 (32,6 %). Bei unveränderter Zahl der Getöteten stieg die Zahl der getöteten Benutzern von Pedelecs 2019 um 29 (32,6 %). Die Zahl der getöteten Benutzer von Pedelecs stieg 2020 erneut (bis November) auf 137 Personen (+ 19,1 %).
Die meisten Todesfälle von Verkehrsteilnehmern ereignen sich auf Landstraßen außerorts.
Die Bundesregierung hatte sich für den Zeitraum 2011 bis 2020 das Ziel gesetzt, die Zahl der Verkehrsopfer um 40 % und damit auf die Zahl 2405 zu senken. Um diese Ziel zu erreichen, hätten die verkehrspolitischen Anstrengungen deutlich erhöht werden müssen.
Die Zahl der Getöteten je eine Mio. Einwohner war 2014 in Sachsen-Anhalt mit 61 (Vorjahr: Brandenburg mit 69) am höchsten, gefolgt von Mecklenburg-Vorpommern mit 58, Brandenburg und Niedersachsen mit je 57. In Deutschland sind 2014 je Mio. Einwohner 42 Menschen im Straßenverkehr getötet worden. Im Jahr 2015 lag die Zahl der Getöteten je Mio. Einwohner in Brandenburg am höchsten (73), gefolgt von Sachsen-Anhalt (65), Niedersachsen, Mecklenburg-Vorpommern (58) und Thüringen (53). Im Jahr 2016 waren die entsprechenden Zahlen der Getöteten in Sachsen-Anhalt (59), Mecklenburg-Vorpommern (55) und Niedersachsen (52) höchsten. Im Jahr 2017 sind die Zahlen in Brandenburg (59), Sachsen-Anhalt (59) und Niedersachsen (51) die höchsten gewesen, im Jahr 2018 in Sachsen-Anhalt (63), Brandenburg (57) und Mecklenburg-Vorpommern (53). Im Jahr 2019 erfolgte ein Rückgang in 15 von 16 Bundesländern. Lediglich im Bundesland Brandenburg stieg die Zahl der Getöteten (+ 1,1 %). Im Jahr 2020 stiegen die Zahlen der Getöteten erneut in Brandenburg, auf jetzt 140 (+15), in Berlin auf 50 (+ 10), in Schleswig-Holstein auf 107 (+ 7) und in Bremen auf 14 (+6). Die stärksten Rückgänge gab es in Baden-Württemberg auf 330 (-107) und in Hamburg auf 15 (-13).
Im Vergleich mit den übrigen EU-Mitgliedstaaten lag Deutschland 2014 auf Platz 8, 2013 noch auf Platz 6, 2015 ebenfalls auf Platz 8 und 2016 wiederum auf Platz 6, 2017 auf Platz 9 und 2018 ebenfalls auf Platz 9. Im Jahr 2019 lag Deutschland wieder auf Platz 8.
Im Jahr 2014 betrug die Zahl der polizeilich erfassten Straßenverkehrsunfälle insgesamt 2,4 Mio. (- 0,3 % gegenüber 2013), die Zahl der Unfälle mit Personenschäden 302.435 (+ 3,9 % gegenüber 2013). Im Jahr 2015 waren es 2,5 Mio. Unfälle (+4,6 % gegenüber dem Vorjahr), 305 659 (+1,1 %) davon mit Personenschäden, die Zahl der Schwerverletzten betrug 67 706 (±0 %) und die Zahl der Leichtverletzten 325 726 (+1,2 %). Im Jahr 2016 waren 2 585 327 (+ 2,7 %) Straßenverkehrsunfälle zu verzeichnen, 67 426 (−0,4 %) Menschen wurden schwerverletzt und 329 240 (+1,1 %) leichtverletzt. Im Jahr 2017 stieg die Zahl der polizeilich erfassten Unfälle auf insgesamt 2 643 098 (+2,2 %), 2018 sank diese Zahl auf 2 636 468 (−0,3 %). Die Zahl der Schwerverletzten sank 2017 auf 66 513 (−1,4 %), stieg 2018 aber auf 67 967 (+ 2,2 %), die der Leichtverletzten betrug 2017 323 799 (−1,7 %), 2018 stieg sie auf 328 051 (+1,3 %). Im Jahr 2019 betrug die Zahl der polizeilich erfassten Unfälle auf 2,7 Millionen (+1,9 %), die der Schwerverletzten 65 244 (−4 %) und die Zahl der Leichtverletzten 318 986 (−2,8 %).
Im Jahr 2021 veröffentlichte das Statistische Bundesamt erstmals einen interaktiven Unfallatlas, der auf einer Deutschlandkarte straßengenau das Unfallgeschehen veranschaulicht. Ferner ist erstmals ein Verkehrsunfallkalender mit dem Datum der Unfälle mit Personenschäden im Jahresverlauf veröffentlicht worden. Die Zahl der polizeilich erfassten Unfälle betrug 2020 insgesamt 2 245 245, die Zahl der verletzten Verkehrsteilnehmer betrug 327 550, davon wurden 58 005 (-11,1 %) schwer verletzt, 269 545 (-15,5 %) leicht verletzt, die Zahl der Getöteten betrug 2 719 (-10,7 %). Trotz des Rückgangs der Unfallzahlen gegenüber den Vorjahren starben 2020 bei Verkehrsunfällen durchschnittlich noch sieben Menschen pro Tag, und allein auf Landstraßen starb alle 5,5 Stunden ein Mensch bei Verkehrsunfällen.
Im Jahr 2021 ereigneten sich 2,3 Millionen polizeilich erfasste Verkehrsunfälle auf deutschen Straßen. Damit erhöhte sich die Zahl der Verkehrsunfälle gegenüber dem Vorjahr um 3,1 %. Die Zahl der Verletzten betrug 323 129, diese Zahl ging damit um 1,3 % zurück. 2 562 Menschen verloren ihr Leben im Straßenverkehr, gegenüber 2020 ein Rückgang um 5,8 %. Bei Straßenverkehrsunfällen wurden im Durchschnitt jeden Tag 885 Menschen verletzt und 7 Menschen getötet.
Die Zahl der registrierten Straßenverkehrsunfälle stieg im Jahr 2022 auf rund 2,4 Millionen und damit um 4 % gegenüber dem Vorjahr. Die Zahl der Verletzten stieg um 12 % auf 361 134. Auch die Zahl der Getöteten stieg wieder an, im Jahr 2022 sind in Deutschland bei Straßenverkehrsunfällen 2 788 Menschen ums Leben gekommen, 9 % oder 226 Getötete mehr als im Vorjahr. Dabei hat sich der Anteil von Radfahrerinnen und Radfahrern an den tödlichen Verkehrsopfern seit dem Jahr 2000 fast verdoppelt. Insgesamt sind durchschnittlich pro Tag 8 Verkehrsteilnehmer getötet und 989 verletzt worden. Die Zahl der Leichtverletzten stieg von 267 992 auf 303 407, die Zahl der Schwerverletzten von 55 137 auf 57 727.
Im Jahr 2023 stieg die Zahl der Unfälle auf 2,52 Millionen und damit um 4,5 % mehr als 2022. Die Zahl der Verletzten stieg ebenfalls, und zwar um 1,5 % auf 366 557 Personen. Einen Anstieg gab es auch bei der Zahl der Getöteten, 2023 sind 2 839 Menschen auf den Straßen ums Leben gekommen, 1,8 % oder 51 mehr als 2022. Gemäß den Angaben des Statistischen Bundesamtes sind im Jahr 2024 insgesamt 2 770 Menschen im Straßenverkehr ums Leben gekommen, 69 weniger als im Vorjahr. Die Zahl der Verletzten lag mit rund 365 000 ebenso unter dem Vorjahresniveau wie die Zahl der Schwerverletzten (50 600/52 900). Die Zahl der Leichtverletzten stieg dagegen von 313 700 auf 314 400. Die Gesamtzahl der polizeilich erfassten Unfälle betrug rund 2,51 Millionen, lag damit knapp unter dem Niveau von 2023.
Insgesamt starben in Deutschland zwischen 1950 und 2013 über 750.000 Menschen im Straßenverkehr, hochgerechnet bis einschließlich 2023 etwa 780 000.
Die Bundesanstalt für Straßenwesen hat die volkswirtschaftlichen Kosten durch Straßenverkehrsunfälle für die Jahre 2005 bis 2022 ermittelt. Die Unfallkosten betrugen demnach in Deutschland seit 2005 immer über 30 Milliarden Euro, im Jahr 2022 stiegen sie auf über 35 Milliarden Euro an. Nach einer neuen Studie der TU Dresden, mit der auch die gesamten Folgekosten des Straßenverkehrs ermittelt worden sind, betragen die Kosten durch Straßenverkehrsunfälle rund 38 Milliarden Euro pro Jahr.
Die erste bundeseinheitliche Unfallstatistik wies im Jahr 1953 bereits 11.299 Tote und 310.511 Verletzte auf. In der Regierungserklärung des damaligen Bundeskanzlers Konrad Adenauer vom 20. Oktober 1953 war deshalb zum ersten Mal die Verbesserung der Verkehrssicherheit als wichtige verkehrspolitische Aufgabe genannt worden. In der Realität hatten andere Ziele Vorrang. In späteren Regierungserklärungen und Regierungsprogrammen hat die Verkehrssicherheit prinzipiell keine größere Bedeutung.
„Die Zahl der getöteten Straßenverkehrsteilnehmer stieg von 1960 bis 1970 von 14.406 bis auf 19.193 jährlich!“ Aus diesem Grund wurde in den 1970er Jahren das politische Prinzip entwickelt, Verkehrssicherheitsprogramme aufzustellen und dementsprechend zu handeln. Beispielsweise wurde vom Bundesverkehrsminister eine Gutachtergruppe berufen, die die optimalen Möglichkeiten einer zentralisierten Unfallforschung prüfen sollte. Die Ergebnisse führten 1972 zur Erweiterung der Bundesanstalt für Straßenwesen um den „Bereich Unfallforschung“ als zentrale wissenschaftliche Stelle für Unfall- und Verkehrssicherheitsforschung.
Ab 1920 entstanden „Autowachten“ in Berlin, München, Frankfurt am Main und Magdeburg. Im Laufe des Jahres 1924 auch in Nürnberg, Chemnitz, Koblenz, Düsseldorf, Hamburg, Königsberg, Köln, Stuttgart, Zwickau und Karlsruhe. Gegen die Auto-Raser Front zu machen, war das Ziel. Aber auch die anderen Verkehrsteilnehmer müssen sich disziplinierter verhalten, wenn Unfälle vermieden werden sollen, war man sich bald klar. Aus den Autowachten wurden schließlich Verkehrswachten. Bereits im Jahr 1924 tauchten im Straßenbild in Berlin „Sandwich-Männer“ auf, die für die Deutsche Verkehrswacht, die bereits am 3. November 1924 in Berlin gegründet wurde, Merkblätter mit Verkehrsregeln für Fußgänger, Radfahrer und Autofahrer an Passanten verteilten. Seit Jahrzehnten engagiert sich die Deutsche Verkehrswacht u. a. mit Zielgruppenprogrammen für mehr Sicherheit von Kindern, Jugendlichen, Erwachsenen und Senioren im Straßenverkehr. Der Mensch soll in seinem Verhalten für mehr Verkehrssicherheit sensibilisiert werden. Auch das Verkehrswachtmagazin mobil und sicher gibt seit 1994 pädagogische Tipps und Ratschläge für mehr Sicherheit im Straßenverkehr.
1969 war der Deutsche Verkehrssicherheitsrat e. V. (DVR) als gemeinnütziger Verein gegründet worden. Als Aufgabe des Vereins wird die Förderung von Maßnahmen zur Verbesserung der Sicherheit aller Verkehrsteilnehmer festgelegt. Der DVR, in dem Ministerien, Behörden, die Automobilindustrie, Versicherungen, Berufsgenossenschaften und Verbände vertreten sind, soll die weitgehend ehrenamtliche Arbeit der 1950 wiedergegründeten Deutschen Verkehrswacht e. V. (DVW) ergänzen.
Mit der KMK-Empfehlung vom 7. Juli 1972 gelangte der „Verkehrsunterricht“ als flächendeckender, verpflichtender Erziehungsauftrag an die Schulen und Hochschulen und damit auch in das Blickfeld einer breiteren Öffentlichkeit.
1973 ersuchte der Deutsche Bundestag die Bundesregierung erstmals, regelmäßig einen Unfallverhütungsbericht für den Straßenverkehr (UVB) zu erstellen und diesen über den Rückblick hinaus zu einem Instrument der Fortschreibung der Verkehrssicherheitsstrategie zu machen. Dieser wird seitdem alle zwei Jahre dem Deutschen Bundestag vorgelegt und dokumentiert sowohl die Entwicklung der Straßenverkehrssicherheit als auch die Maßnahmen, die von Seiten der Bundesregierung und der mit Bundesmitteln unterstützten Organisationen umgesetzt wurden.
Ende 1973 hatte eine Energiekrise, die 1. Ölkrise, besonders die westliche Welt überrascht. Für den Bereich Straßenverkehr reagierte die damalige Bundesregierung am 19. November mit dem Erlass einer Verordnung, die Fahrverbote und Geschwindigkeitsbegrenzungen für Motorfahrzeuge vorschrieb. Auf Autobahnen galt eine zulässige Höchstgeschwindigkeit von 100 km/h, auf Landstraßen statt 100 km/h nun 80 km/h.
Am 4. Februar 1974 ließ der amtierende Bundesminister für Verkehr, Lauritz Lauritzen, einen Vorschlag zur Fortführung der „Energiegeschwindigkeitsbegrenzung“ aus Sicherheitsgründen ausarbeiten. Dieser Vorschlag sah unter Berücksichtigung der bei Tempo 100 km/h deutlich reduzierten Zahl und Schwere der Unfälle und der Regelungen in den Nachbarländern die versuchsweise Einführung einer zulässigen Höchstgeschwindigkeit von 120 km/h auf Autobahnen vor. Im Verlauf der Beratungen schien eine generelle zulässige Höchstgeschwindigkeit von 130 km/h auch im Bundesrat mehrheitsfähig zu sein. Dieser Vorschlag ist dann allerdings durch maßgeblichen Einfluss des damaligen Ministerpräsidenten des Landes Schleswig-Holstein, Gerhard Stoltenberg, der mit Lauritzen auch als Herausforderer im Landtagswahlkampf konfrontiert war, vom Bundesrat mit der knappen Mehrheit von nur einer Stimme abgelehnt worden. Stattdessen kam lediglich eine Einigung über eine Richtgeschwindigkeit von 130 km/h und über Einzelversuche zur Einführung von Tempo 130 km/h als zulässige Höchstgeschwindigkeit auf ausgewählten Strecken zustande.
Die aktualisierte KMK-Empfehlung vom 28. Juli 1994 wies der Lehrerbildung und -fortbildung an den Hochschulen eine tragende Rolle für eine bundesweite qualifizierte Verkehrserziehung zu, die den heranwachsenden Verkehrsteilnehmer vermehrt in die Verantwortung nehmen sollte. Im Fortbildungsbereich erhielten sogenannte „Institute für Verkehrspädagogik“ den Auftrag, den Kompetenzerhalt der bereits aktiven Lehrer zu sichern und weitere interessierte Lehrer über Multiplikatorenkurse auszubilden.
Einige Entwicklungen der Straßenverkehrssicherheit im Zeitablauf
| 1903  | Erfindung Sicherheitsgurt |
| 1949  | Entwicklung erster Dummys |
| 1951  | Einführung der technischen Überwachung für Kraftfahrzeuge Einrichtung der Medizinisch-Psychologische Untersuchung (MPU) |
| 1951  | Die Sicherheitsfahrgastzelle von Daimler-Benz wird zum Patent angemeldet. |
| 1955  | Einführung einer Ausbildung zur freiwilligen Radfahrprüfung durch das Österreichische Jugendrotkreuz. |
| 1956  | Erster serienmäßiger Beckengurt bei Ford Erfindung Dreipunkt-Sicherheitsgurt von Volvo |
| 1957  | Geschwindigkeitsbegrenzung auf 50 km/h innerorts, nachdem 1953 alle Geschwindigkeitsbegrenzungen aufgehoben worden waren |
| 1959  | Erste Sicherheitskarosserie im Pkw von Mercedes-Benz |
| 1967  | Entwicklung des Airbags von Mercedes-Benz |
| 1970  | Höhepunkt der Anzahl der Verkehrstoten: 21.332 Der ADAC stellt in München „Christoph 1“ – den ersten Rettungshubschrauber – in Dienst |
| 1972  | Geschwindigkeitsbegrenzung auf 100 km/h auf Landstraßen |
| 1972  | KMK-Empfehlung zu einer verpflichtenden Verkehrserziehung vom 7. Juli 1972 |
| 1973  | 0,8-Promille-Grenze (bis 1998) Dreipunktegurte auf den Vordersitzen aller neuen Pkw Einführung der Anschnallpflicht – wenn Gurte vorhanden sind |
| 73/74 | 1. Ölkrise |
| 1974  | Richtgeschwindigkeit 130 km/h auf BAB Alle Neuwagen in Deutschland müssen mit Dreipunkt-Sicherheitsgurt für Frontsitze ausgerüstet werden; erstes Auto mit Airbag serienmäßig in den USA. |
| 1976  | Einführung des Fußgängerdiploms für Schulanfänger in die Verkehrserziehung. Helmpflicht für Motorradfahrer Gurtanlegepflicht für Pkw in Deutschland |
| 1978  | Helmpflicht auch für Moped- und Mokickfahrer Das Antiblockiersystem ABS geht in Serie. Neuwagen müssen Gurte für Rücksitze haben. |
| 1980  | Einführung des Verwarnungsgeldes für Verletzung der Helmpflicht Seit etwa 1980 wird der Fahrer-Airbag angeboten. |
| 1984  | Einführung der Gurtanlegepflicht mit Verwarnungsgeld |
| 1985  | Einführung der Helmpflicht für Mofafahrer Der Beifahrerairbag wird angeboten. |
| 1986  | Einführung des Stufenführerscheins für Motorräder Einführung des Führerscheins auf Probe für Fahranfänger |
| 1988  | Das Antiblockiersystem ABS geht auch bei Motorrädern in Serie, Motorräder müssen immer mit eingeschaltetem Abblendlicht fahren. |
| 1991  | ABS-Pflicht für schwere Nutzfahrzeuge (NFZ) |
| 1992  | Alle Mercedes-Benz serienmäßig mit Fahrerairbag und ABS |
| 1994  | Seitenairbag für Fahrer und Beifahrer durch Volvo eingeführt |
| 1994  | Aktualisierte KMK-Empfehlung vom 28. Juli 1994 zur Verkehrspädagogik für die schulische Verkehrserziehung, die Lehrerbildung und -fortbildung |
| 1995  | Fertigung des ersten elektronischen Stabilitätsprogramms (ESP) |
| 1995  | Weltweit erster Gurtstraffer mit integriertem Gurtkraftbegrenzer |
| 1996  | Einführung des ersten Bremsassistenten (BAS) Gründung von Euro NCAP |
| 1997  | Aufhebung des Tempolimits für Kleintransporter (Sprinter), Unfallbeteiligung dieser Fahrzeuge steigt sprunghaft an |
| 1998  | Einführung der 0,5-Promille-Grenze Einführung des ersten Abstandsregeltempomaten |
| 1999  | Gurtpflicht für neue Reisebusse |
| 2001  | Schon ab 0,5 Promille drohen Fahrverbote |
| 2005  | Passive Fußgängerschutzmaßnahmen werden Pflicht für alle neuen Pkw-Typen bis 2,5 t zulässiger Gesamtmasse. |
| 2006  | Umsetzung gesetzlicher Anforderungen an Frontschutzsysteme („Bullbars“) zum Schutz äußerer Verkehrsteilnehmer |
| 2009  | Bremsassistent wird Pflicht für alle neuen Pkw-Typen. Lkw mit mehr als 3,5 t zulässigem Gesamtgewicht, die ab 2000 erstmals zugelassen worden sind, müssen mit Rückspiegeln ausgestattet sein, die den toten Winkel verringern. |
| 2011  | Verpflichtende Einführung von ESP bei Pkw Neue Fahrzeugtypen müssen mit Tagfahrleuchten ausgerüstet werden. |
| 2012  | Reifendruckkontrollsysteme bei neuen Pkw-Typen |
| 2013  | Erhöhte Anforderungen an passiver Fußgängerschutzmaßnahmen für alle neuen Pkw-Typen bis 2,5 t (ab 2015: Ohne Massenbeschränkung) |
| 2014  | ESP-Pflicht für alle neuen Lkw Pflicht zur Mitführung von Warnwesten in Pkw |
| 2015  | Neue schwere NFZ müssen mit vorausschauenden Notbremsassistent- und Spurhalteassistentsystemen ausgerüstet werden. |
| 2016  | Sämtliche neuen Motorradtypen (>125 cm³) müssen mit Antiblockiersystemen (ABS) ausgerüstet sein. |
| 2018  | Ab 4/2018 müssen alle neuen Automodelle mit EU-Typgenehmigung mit dem automatischen Notrufsystem eCall ausgerüstet sein. |
| 2018  | Ab 11/2018 müssen neue Nutzfahrzeuge ab 3,5 t zul. Gesamtgewicht mit einem Notbremsassistentsystem ausgestattet sein, mit dem vor einem stehenden Hindernis eine Temporeduzierung von mindestens 20 km/h (bei 80 km/h) erreicht wird. |
| 2020  | Ab September 2020 müssen alle neuen Fahrzeugtypen bei Kraftomnibussen mit Feuerlöschsystemen im Motorraum ausgestattet sein. Der seitliche Mindestabstand beim Überholen von Fahrradfahrern muss 2 Meter betragen. |
| 2022  | Ab 7/2022 müssen alle neuen Kraftfahrzeugtypen (PKW und leichte Nutzfahrzeuge) mit Assistenzsystemen (Intelligent Speed Assistant, Müdigkeitswarner, Notbremsassistent, Notfallspurhalteassistent und Rückfahrassistent) und einer Reifendruckkontrolle ausgerüstet sein; ab 7/2024 gilt dies für alle Erstzulassungen. Ab 2022 gilt die Notfallbremsung zunächst in Bezug auf stehende und bewegte Fahrzeuge, ab 2024 müssen die Systeme auch Fußgänger und Radfahrer erkennen und selbstständig bremsen. |

## Bestimmungen zur aktiven Teilnahme am Straßenverkehr
Eine aktive Teilnahme am Straßenverkehr als Fußgänger, Radfahrer, Fahrzeug- oder Kraftfahrzeugführer ist in Gesetzen und Verordnungen geregelt. Als Kraftfahrzeugführer ist die Eignung in einer Prüfung nach Ausbildung in einer Fahrschule durch staatlich anerkannte Fahrlehrer nachzuweisen. Für Fußgänger und Radfahrer werden entsprechende Ausbildungsgänge und Prüfungen angeboten und empfohlen, sind aber nicht verpflichtend für die Verkehrsteilnahme. Die schulische Ausbildung bzw. die dort grundgelegte Vermittlung an Kenntnissen und Fertigkeiten im Umgang mit Verkehr und Verkehrspartnern ist die Basis eines vom Menschen beeinflussbaren Verhaltens in Bezug auf Verkehrssicherheit. Die Zulassung von Personen zum Führen von Kraftfahrzeugen im Straßenverkehr unterliegt in Deutschland sehr strengen Anforderungen, siehe Fahrerlaubnisverordnung. Durch die Androhung bzw. Verhängung von Bußgeldern in Verkehrsordnungswidrigkeiten und von Geld- und Nebenstrafen wegen Verkehrsstraftaten findet eine Disziplinierung der Verkehrsteilnehmer statt. § 1 Abs. 1 der deutschen Straßenverkehrsordnung regelt für alle Verkehrsteilnehmer: „Die Teilnahme am Straßenverkehr erfordert ständige Vorsicht und gegenseitige Rücksicht.“

## Sicherheit und Sicherheitspotenziale einzelner Verkehrsarten

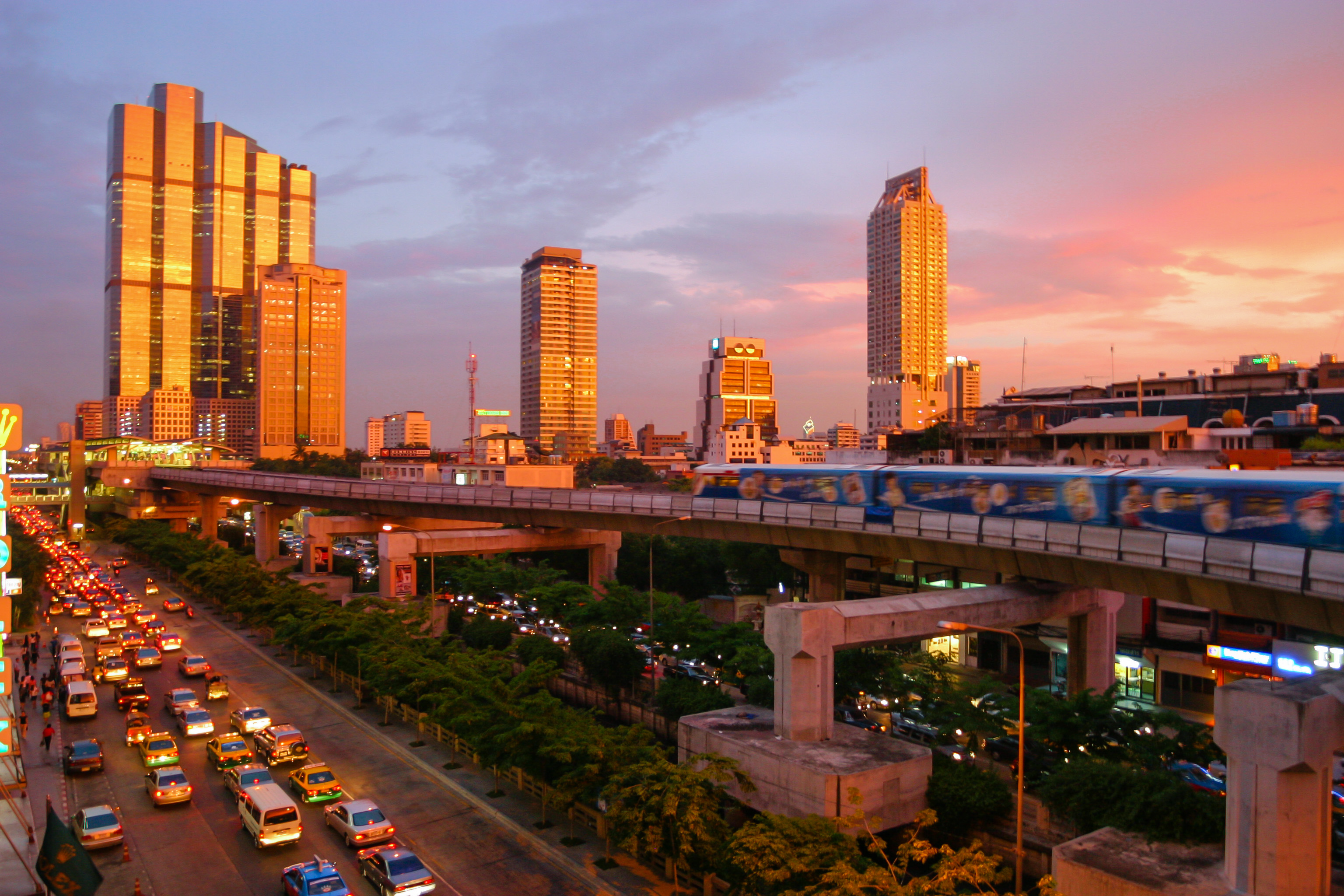
Nahverkehr in Thailand (Bangkok Skytrain)

Nach Angaben des Verkehrsclub Deutschland ist eine Strecke, die mit Bus und Bahn zurückgelegt wird, bis zu 40-mal sicherer als bei der Nutzung eines Autos. Je mehr Menschen sich bei der Wahl des Verkehrsmittels für die Öffentlichen Verkehrsmittel entscheiden, desto mehr Unfälle können vermieden werden. Da es Aufgabe der Politik ist, zu entscheiden welche Verkehrsmittel wie stark gefördert werden sollen, gibt es damit bereits im Vorfeld einzelner Verkehrswegeplanungen Möglichkeiten zur Verbesserung der Verkehrssicherheit.

### Fußverkehr
Zu Fuß gehende Menschen gefährden andere Verkehrsteilnehmer nur, wenn sie unachtsam in deren Verkehrsräume eindringen bzw. sich die Verkehrsflächen überlagern. Verkehrsflächen überlagern sich an Kreuzungen, Überwegen oder allgemein im Stadtraum. Im Unterschied zu dem sehr geringen vom Fußgänger ausgehenden Gefährdungspotenzial wird der Fußgänger stark von den anderen Verkehrsarten gefährdet. Damit sich das ändert, werden zum Beispiel im Bundesland Baden-Württemberg sogenannte Fußverkehrs-Checks durchgeführt. Dabei werden 15 Kommunen hinsichtlich ihrer barrierefreien Fußverkehrsinfrastruktur wie Gehwegbreite, legalem wie illegalem Gehwegparken, legalem wie illegalem Radfahren auf Gehwegen, Querungshilfen, Kreuzungsgestaltung und Wegeführung untersucht. Darüber hinaus wird erhoben, ob durch die Ausstattung der Verkehrsräume mit Bäumen, Bänken, Brunnen und anderen gestalterischen Elementen das Fußgehen angenehmer ist. In den Jahren 2020 bis 2023 ist die Zahl der getöteten Fußgänger von 376 auf 437 gestiegen, die Zahl der verletzten Fußgänger ist im gleichen Zeitraum von 23 482 auf 28 470 gestiegen.

### Zweiräder

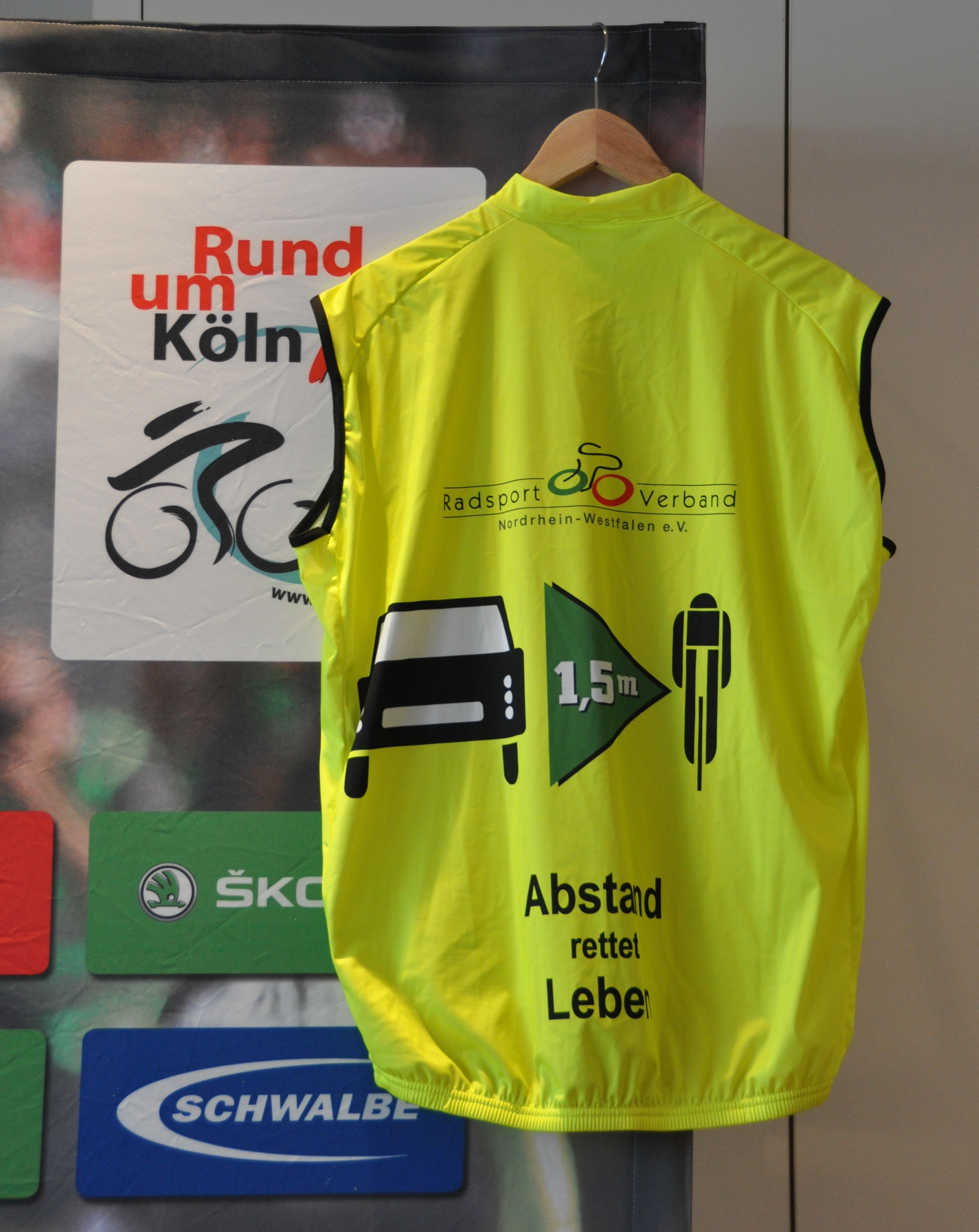
Sicherheitsweste „Aktion 1,50 Meter Abstand“

#### Fahrräder
In Deutschland ist das Radfahren gegenüber früheren Jahrzehnten sicherer geworden. Während die Anzahl der Wege seit 1982 gleich blieb, sank die Anzahl der getöteten Radfahrenden von etwa 1.300 1980 auf 474 (266 Nutzer von Fahrrädern und 208 Nutzer von Pedelecs) im Jahr 2022. Zwischen 2010 und 2023 stieg dagegen die Zahl der mit dem Fahrrad ums Leben gekommenen Menschen um knapp über 17 %. Im Jahr 2024 sind 441 Menschen mit einem Fahrrad umgekommen, zugenommen hat besonders der Anteil der Pedelec-Nutzenden und der Älteren (knapp zwei Drittel aller tödlich verunglückten Radfahrenden waren 65 Jahre oder älter). Bei Fahrradunfällen mit mehreren Beteiligten ist mit etwa 71 % überwiegend der Kraftfahrzeugverkehr Hauptschuld.
Hinzu kommt eine nicht unerhebliche Zahl von Alleinunfällen, die oft auch nicht der Polizei zur Kenntnis gelangen und daher in der amtlichen Unfallstatistik nicht auftauchen und entsprechend auch bei allein darauf aufbauenden Unfalluntersuchungen nicht analysiert werden können (Dunkelziffer bzw. Dunkelzahl).
Speziell beim Radfahren ist die subjektive Sicherheit zudem nicht zu unterschätzen. Im Fahrrad-Monitor 2023 gaben nur 60 % der Radfahrenden an, dass sie sich auf dem Fahrrad sicher fühlen. Besonders auf Radverkehrsanlagen wie eigenen Radwegen und geschützten Radfahrstreifen fühlten sich die Befragten sicher. Während der Mischverkehr mit Kfz auf der Fahrbahn, selbst auf Fahrradstraßen, oft als unsicher wahrgenommen wird. Die Infrastruktur hat dementsprechend Einfluss auf die gefühlte Sicherheit. Für die größte Unsicherheit sorgen jedoch rücksichtslose Autofahrende, die im realen Verkehrsverhalten durch überhöhte bzw. unangemessene Geschwindigkeiten, enge Abstände beim Überholen oder fehlenden Sichtkontakt gegenüber bevorrechtigtem Radverkehr auffallen, z. B. beim rechts Abbiegen gegenüber geradeausfahrendem Radverkehr.
Fahrzeugseitig werden wichtige Sicherheitsmerkmale am Fahrrad durch die gesetzlichen Bestimmungen festgelegt. In mehreren europäischen und einigen außereuropäischen Ländern besteht insbesondere für Kinder und Jugendliche eine Fahrradhelmpflicht.
In Deutschland wurde mit der StVO Novelle im April 2020 ein gesetzlicher Mindestabstand zu Radfahrenden von 1,5 m innerorts und 2,0 m außerorts eingeführt. Dies soll vor allem die subjektive Sicherheit erhöhen, da ein enger Überholabstand häufig als unsicher wahrgenommen wird. Im objektiven Unfallgeschehen, auf Grundlage der polizeilichen Unfalldaten, sind Unfälle innerorts durch auffahrende oder zu eng überholende Kfz hingegen eher selten.

#### Elektrofahrräder
Die weitaus größte Zahl der in den letzten Jahren immer beliebter gewordenen Elektrofahrräder sind sogenannte „Pedelecs“ mit einem Marktanteil von 98 % (3,5 Millionen). Beim Pedelec erfolgt die Unterstützung durch einen Elektromotor bis 25 km/h. Im Jahr 2017 sind allein bis September 55 Pedelec-Fahrer ums Leben gekommen. Gemäß der Unfallstatistik für das Jahr 2021 kam es bezogen auf 1000 Fahrradunfälle bei E-Bike-Fahrern zu mehr als doppelt so vielen tödlichen Unfällen wie bei Fahrradfahrern.
Die Unfallforscher des Versicherer (GDV) schlagen vor, dass sich Pedelec und andere E-Bikes von anderen Fahrrädern durch individuelles Design oder Beleuchtungsmuster unterscheiden sollten. Ferner sollten Fahrtrainings angeboten werden. Es wird eine konsequente Nutzung von Fahrradhelmen empfohlen. Darüber hinaus wird für eine technische Ausstattung plädiert, die eine Unterstützung durch den Elektromotor liefert, die an die Kraft gekoppelt ist, welche von den Fahrern selbst aufgewandt werden kann. Für S-Pedelecs sollte eine zusätzliche sicherheitstechnische Ausstattung, wie beispielsweise ABS, vorgesehen werden. Für diese E-Bikes besteht bereits eine Helmpflicht. Teilweise seien die Radverkehrsanlagen in einem Zustand, der kein sicheres Vorankommen ermögliche. Für Nutzer von E-Scootern besteht in Deutschland, ebenso wie auch für Nutzer aller übrigen E-Bikes (außer S-Pedelecs), noch keine Helmpflicht. Gerade auch die Zahl der E-Scooter-Unfälle mit Personenschaden ist in den letzten Jahren rasant angestiegen. Die Zahl der polizeilich registrierten Unfälle mit Personenschaden stieg in Deutschland im Jahr 2022 gegenüber 2021 um 49 %. Während 2021 noch 5 Menschen bei E-Scooter-Unfällen ums Leben kamen, waren es 2022 schon 10 und 2023 sogar 21. In Italien besteht bereits eine Helmpflicht für Nutzer von E-Scootern. Das Bußgeld das bei einem Verstoß gegen die Helmpflicht vorgesehen ist, beträgt jetzt 50 Euro.
Ein großes Versicherungsunternehmen forderte, für die seit Juni 2019 zugelassenen E-Tretroller/E-Scooter, für die eine Kfz-Haftpflichtversicherung zwingend vorgeschrieben ist, eine eigene Kategorie in der Unfallstatistik vorzusehen. Nur so könnten Sicherheitsexperten frühzeitig typische Unfallmuster erkennen und Gegenmaßnahmen empfehlen. Seit 2021 wird diese Forderung durch das Statistische Bundesamt berücksichtigt.
Nach Angaben von Jörg Kubitzki vom Allianz Zentrum für Technik (AZT) zeigen Berechnungen, dass 50 Prozent der tödlichen Verletzungen bei Fahrradfahrern in Deutschland durch Kopfverletzungen erfolgen. Nach früheren Berechnungen liegt die Wahrscheinlichkeit von Kopfverletzungen ohne Helm um den Faktor 1,72 höher als mit Helm. Die EU-Kommission zitiert im „EU-Politikrahmen für die Straßenverkehrssicherheit im Zeitraum 2021–2030“ eine Untersuchung, in der nachgewiesen worden ist, dass Helme die Zahl der schweren und tödlichen Kopfverletzungen um 69 bzw. 65 Prozent reduzieren können.

#### Motorisierte Zweiräder
In den amtlichen Unfallstatistiken werden motorisierte Zweiräder in Krafträder mit Versicherungskennzeichen (ab 2014 einschließlich S-Pedelecs und drei- und leichten vierrädrigen Kfz) und Krafträder mit amtlichem Kennzeichen (ab 2014 mit drei- und schweren vierrädrigen Kfz) unterschieden. Meist beginnt ab dem 15. Lebensjahr die aktive Teilnahme am motorisierten Straßenverkehr (zunächst mit Mofas). Die Nutzer von motorisierten Zweirädern gelten wie Fußgänger und Fahrradfahrer als sogenannte „schwächere Verkehrsteilnehmer“. Im Jahr 2009 verunglückten 50.284 Nutzer von motorisierten Zweirädern, davon wurden 749 getötet und 13.397 schwer verletzt. 39 getötete Nutzer von motorisierten Zweirädern waren 2009 15 bis 17 Jahre alt. Die Zahl der Getöteten betrug 2014 insgesamt 674, 2018 waren es 697. Zwischen 2020 und 2023 veränderten sich die Zahlen der Getöteten nur geringfügig, 2023 betrug die Zahl der Getöteten 550.

### Pkw
Nach Einschätzung des ADAC ist das Sicherheitspotenzial bei der Fahrzeugtechnik im Pkw noch längst nicht ausgeschöpft. Das europäische Crash-Test-Programm Euro NCAP liefert wertvolle Erkenntnisse, was Fahrzeuge sicher(er) macht. Zur aktiven Sicherheit am Kraftfahrzeug zählen eine gute Bremsanlage, ABS und ESP (= Electronic Stability Control = Elektronisches Stabilitätsprogramm) und gute Straßenlage mit intakten Stoßdämpfern und guten Reifen (möglichst viel Profiltiefe, nicht zu alt, gegebenenfalls Winterreifen) sowie eine gute Fahrzeugbeleuchtung mit Tagfahrlicht (TFL) und saubere Scheiben. Weitere Einrichtungen der Fahrzeugsicherheit sind zum Beispiel Antriebsschlupfregelung (ASR) und Bremsassistent (BAS).
Zur Sicherheit tragen auch eine ausgewogene Lastverteilung, das Vermeiden von Überladung sowie das Vermeiden von Sicht- und Gehörbehinderungen bei.
Außerdem können in den Fahrzeugen Fahrerassistenzsysteme installiert sein. Sie erkennen bestimmte Gefahren und warnen davor (z. B. Piepton) oder/und reagieren selbstständig darauf. Ab 7/2022 werden auf EU-Ebene für PKW und leichte Nutzfahrzeuge schrittweise bis 7/2026 folgende neue Fahrzeugsicherheitssysteme verbindlich: Notbremsassistenzsysteme, Notfall-Spurassistent, intelligenter Geschwindigkeitsassistent, Warnsystem bei Müdigkeit und nachlassender Aufmerksamkeit des Fahrers, Rückfahrassistent, ergebnisbezogene Datenspeicherung, Notbremslicht, erweiterter Kopfaufprallschutzbereich.
Wesentliche Elemente der passiven Sicherheit sind Knautschzonen, Sicherheitsgurte und Airbags. Weitere Beispiele sind Gurtstraffer, Sicherheitsfahrgastzellen, Kindersitze, Sicherheitslenksäulen und Überrollbügel. Die Wirkungsbereiche der Sicherheit sind Unfallforschung, Biomechanik, Sicherheitsbewertung, rechnerische und experimentelle Simulation sowie Sicherheitsmaßnahmen.

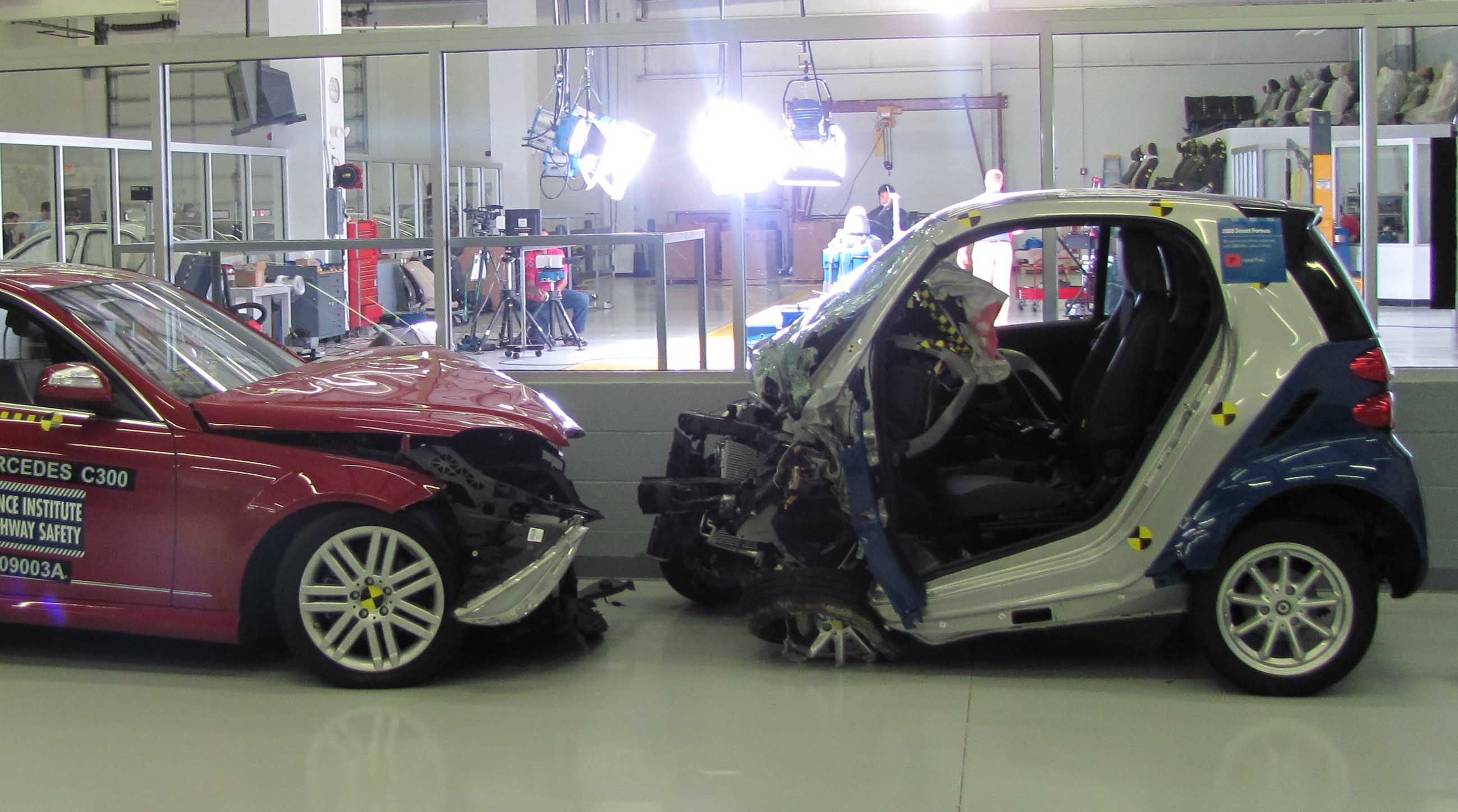
Frontal-Crashtest zwischen Smart ForTwo (Baujahr 2009) und Mercedes-Benz C 300 (Baujahr 2009)

Ein weiterer wichtiger Schritt zur Verminderung der Zahl der Unfallopfer im Straßenverkehr ist die Verbesserung der Crash-Kompatibilität. Unter Kompatibilität versteht man den Partnerschutz bei einem Unfall zwischen zwei Fahrzeugen. Ausschlaggebende Faktoren sind unter anderem die Masse und die Dimension der in den Zusammenstoß verwickelten Fahrzeuge, da diese signifikant die Größen der wirkenden physikalischen Kräfte beeinflussen. Beim Aufeinanderprallen zweier oder mehrerer Fahrzeuge sind die Insassen des Fahrzeuges, welches schwerer ist und eine längere Distanz zwischen Fahrzeugfront und Cockpit aufweist einer deutlich niedrigeren Verletzungsgefahr ausgesetzt. So zeigten Crash-Tests der IIHS, dass Kleinwagen mit einer in Bezug auf die Insassen-Sicherheit hervorragenden Crash-Test Bewertung in einer Kollision mit einem mittelgroßen SUV mangelhaft abschneiden.
Würde man die Lkw-Front um eine zusätzliche Knautschzone von 60 Zentimetern verlängern, könnten 12.000 Menschen in der EU vor schweren oder tödlichen Verletzungen bewahrt werden. Pkw-Insassen könnten dann eine frontale Pkw-Lkw-Kollision mit bis zu 90 km/h Differenzgeschwindigkeit überleben.
Auf Deutschlands Straßen brennen jährlich rund 15 000 Kraftfahrzeuge mit Verbrennungsmotor vollständig ab. Bei Berücksichtigung kleinerer Brände sind es ca. 40 000 Fahrzeuge pro Jahr. Konkrete Zahlenangaben zu Bränden von Elektrofahrzeugen liegen nicht vor. Zur Verhinderung bzw. Bekämpfung von Fahrzeugbränden können bei Fahrzeugen mit Verbrennungsmotor handelsübliche Feuerlöscher eingesetzt werden. Das Mitführen von Feuerlöschern ist in Deutschland bisher nur für Gefahrguttransportfahrzeuge und Busse vorgeschrieben, in Belgien, Griechenland und den Ländern des Baltikums sowie Polen auch für Pkw. Es wird empfohlen, in Lkw Sechs-Kilogramm-Löscher und in Pkw Zwei-Kilogramm-Löscher in Griffweite des Fahrers fest zu installieren. Man könnte die Fahrzeuge (Lkw, Busse und Pkw), wie bei Rennfahrzeugen üblich (z. B. F 1), mit automatischen Löschanlagen ausrüsten. Wie man bei einem Fahrzeugbrand richtig reagiert, zeigen Filmbeiträge im Internet. Bei Elektrofahrzeugen können sich besondere Gefahren bei Bränden, insbesondere auch beim Transport auf Fähren und Frachtschiffen, ergeben.
Gemäß einer Studie der US-amerikanischen Plattform iSeeCars, eine Auswertung von Daten des „Fatality Analysis Reporting System“ (FARS) der National Highway Traffic Safety Administration (NHTSA) aus den Jahren 2017 bis 2022, liegt die Zahl der tödlichen Unfälle je Milliarde Fahrzeugmeilen bei Klein- und Kompaktwagen mit 3,6 deutlich höher als bei mittelgroßen (2,5) oder großen Fahrzeugen (2,0). Bei Elektrofahrzeugen einer bekannten Marke ist die Zahl der tödlichen Unfälle doppelt so hoch (5,6) wie die durchschnittliche Zahl (2,8). Ein Analyst bei iSeeCars führt die Zahlen zu diesen E-Fahrzeugen allerdings auf das Verhalten der Fahrer zurück.
Auf den Straßen der USA ist das Todesrisiko insgesamt dreimal höher als in Deutschland.

### Lkw
Im Jahr 2007 wurden laut ADAC bei mehr als 36.000 Lkw-Unfällen mit Personenschaden fast 1.100 Menschen getötet. Aus Sicherheitsgründen sollten daher mehr Gütertransporte auf die Schiene verlagert werden, so die Argumentation der Kampagne „No Mega Trucks“, die sich gegen die sogenannten Gigaliner richtet und unter anderem von dem Verband Europäischer Automobilclubs (EAC) und der Allianz pro Schiene getragen wird. Der Gefahrguttransport auf dem Lkw sei bis zu 40-mal weniger sicher als auf der Bahn.
Auch beim Lkw ist das Potenzial zur Verbesserung der Verkehrssicherheit wegen kaum vorhandener Knautschzonen noch nicht ausgeschöpft. Einen wichtigen Beitrag zur Sicherheit bedeuten der serienmäßige Einbau von Abstandsregeltempomat und die bereits vorgesehene Verpflichtung zur Ausstattung der Fahrzeuge mit Notbremsfunktion, Spurhalteassistenten und elektronischen Stabilitätsprogrammen. Um das Problem des „Toten Winkels“ zu reduzieren, das insbesondere durch rechtsabbiegende Lkw auftritt, sind seit 2009 für Fahrzeuge mit einer Erstzulassung ab 2000 für Fahrzeuge der Klassen M (zur Personenbeförderung) und N (Kraftfahrzeuge für den Güterverkehr) zusätzliche Spiegel vorgeschrieben. Da diese Lösung sich jedoch als unzureichend erwiesen hat, gibt es auf nationaler und auf europäischer Ebene Verordnungen zur Einführung von Abbiegeassistenten. Unfallanalyse Berlin GbR stellt fest: „Das beste aktive System bleibt allerdings ein entsprechend geschulter Beifahrer, der den Fahrer in kritischen Situationen entlasten kann und die Bereiche beobachtet, die von der Fahrerposition schwer zu sehen sind.“ Für LKW ist seit dem 7. Juli 2024 die Ausstattung mit Abbiegeassistenzsystemen für neu zugelassene Fahrzeuge Pflicht, die Nachrüstung älterer Fahrzeuge wird vom Bundesministerium für Verkehr gefördert.
Bei Fahrzeugen mit über 3,5 t zulässigem Gesamtgewicht gehört eine gelbe Warnleuchte zu den obligatorischen Ausrüstungsgegenständen.

### Bus
Das Risiko, tödlich in einem Omnibus zu verunglücken, ist geringer als bei allen anderen Straßenverkehrsmitteln. In der Öffentlichkeit wird die Sicherheit von Bussen jedoch oft diskutiert, weil ein Unfall mit öffentlichen Verkehrsmitteln mit einem Gefühl mangelnder Kontrollierbarkeit sowie fehlender Möglichkeit des persönlichen Einflusses verbunden wird. Darüber hinaus erfahren einzelne Unfallereignisse mit Bussen aufgrund der hohen Opferzahlen eine besonders hohe mediale Wahrnehmung. Wie für PKW und leichte Nutzfahrzeuge sowie LKW werden auch für Busse ab 7/2022 einige neue Fahrzeugsicherheitssysteme verbindlich.
Ab September 2020 sind Löschanlagen im Motorraum für die Genehmigung von Kraftomnibussen, die 22 Personen oder mehr befördern, verpflichtend. Für Neuzulassungen ist die Regelung UN R107 der Wirtschaftskommission für Europa und der Vereinten Nationen (UNECE) schon seit Juni 2019 anwendbar.

### Schienenverkehr
Zuständig für die Aufsicht über die Eisenbahnverkehrsunternehmen ist das Eisenbahnbundesamt. Bahnübergänge sind aufgrund der Kreuzung verschiedener Verkehrssysteme und der potenziell hohen Unfallfolgen besondere Gefahrenstellen und daher zu sichern.

### Sonstiges
Alcolocks sind elektronische Zündsperren, bei denen der Fahrer erst zünden kann, wenn er „gepustet“ hat (seine Atemluft in ein Messgerät hineingeblasen hat; dieses prüft sie auf ihre Alkoholkonzentration).
Fahrsicherheitstrainings sind spezielle Schulungen für Fahrer von Kraftfahrzeugen. Sie werden in aller Regel in einem Fahrsicherheitszentrum veranstaltet. Früher waren sie als 'Schleuderkurse' bekannt.
Bei offiziellen Rennsportveranstaltungen ist für Fahrer und Beifahrer als persönliche Schutzausrüstung neben Helm und Schutzkleidung das HANS-System (Head and Neck Support) vorgeschrieben.

## Verkehrs- und Raumplanung
Maßnahmen zur Verkehrsvermeidung wie die Förderung der regionalen Wirtschaft oder das Engagement für die „Stadt der kurzen Wege“ können sich sehr positiv auf die Verkehrssicherheit auswirken.
Bei der Gestaltung von Verkehrswegen gibt es zahlreiche Möglichkeiten mehr Sicherheit zu erzeugen. Wenn durch eine intelligente Straßengestaltung menschliche Fehler der Nutzer verziehen werden können, ist der Optimalzustand aus Sicht der Verkehrssicherheit erreicht. Durch die Anwendung von Verkehrssicherheitsaudits können Defizite in der Planung und beim Zustand der Straßen systematisch ermittelt werden. Bezogen auf das transeuropäische Straßennetz ist ab Dezember 2010 das „Sicherheitsmanagement für die Straßeninfrastruktur“ gemäß der Richtlinie 2008/96/EG anzuwenden. Das Risikomanagement stellt Methoden zu einer systematischen Ermittlung der Gefahren und zur Kosten-Nutzen-Analyse bereit. Zur Sicherheit im Straßenverkehr gehören auch Schutzmaßnahmen an Fahrbahnrändern.
Bereits durch die Verwaltungsvorschrift zur Straßenverkehrsordnung (VwV-StVO) sind die Straßenverkehrsbehörden aufgefordert, regelmäßig Verkehrsschauen durchzuführen. Die Standard-Verkehrsschau soll alle zwei Jahre erfolgen. Einzelheiten regelt das Merkblatt für die Durchführung von Verkehrsschauen MDV R2 (FGSV-Nr. 389). Diese Verkehrsschauen werden allerdings nur lückenhaft betrieben.
Die hindernisfreie Gestaltung der Fahrbahnränder und der Einsatz von Fahrzeugrückhaltesystemen vermindern die Folgen von Straßenverkehrsunfällen beim Abkommen von der Fahrbahn. Über viele Jahre haben auf deutschen Straßen über 20 % der im Straßenverkehr getöteten Menschen ihr Leben im Zusammenhang mit einem Aufprall auf Bäume verloren. In späteren Jahren ging der Anteil zwar leicht zurück, so zuletzt 2017 auf 17 %, in einigen Bundesländern lag der Prozentsatz jedoch immer noch extrem hoch (Mecklenburg-Vorpommern: 40 %, Brandenburg: 35 %, Niedersachsen: 25 %). Seit Einführung einer entsprechenden Statistik im Jahr 1995 sind bis einschließlich 2017 insgesamt 28 090 Menschen durch Baumunfälle ums Leben gekommen.
Bei konsequenter Anwendung der „Empfehlungen zum Schutz vor Unfällen mit Aufprall auf Bäume (ESAB)“ könnten derartige Unfälle mit tödlichem Ausgang vermieden werden.
Auf dem Verkehrsgerichtstag 2015 in Goslar forderten Experten, auf schmalen Landstraßen (Straßen, die weniger als sechs Meter breit sind) die zulässige Höchstgeschwindigkeit auf 80 km/h zu begrenzen. Insgesamt entfallen fast zwei Drittel der Getöteten auf Unfälle, die sich auf Landstraßen ereignen.

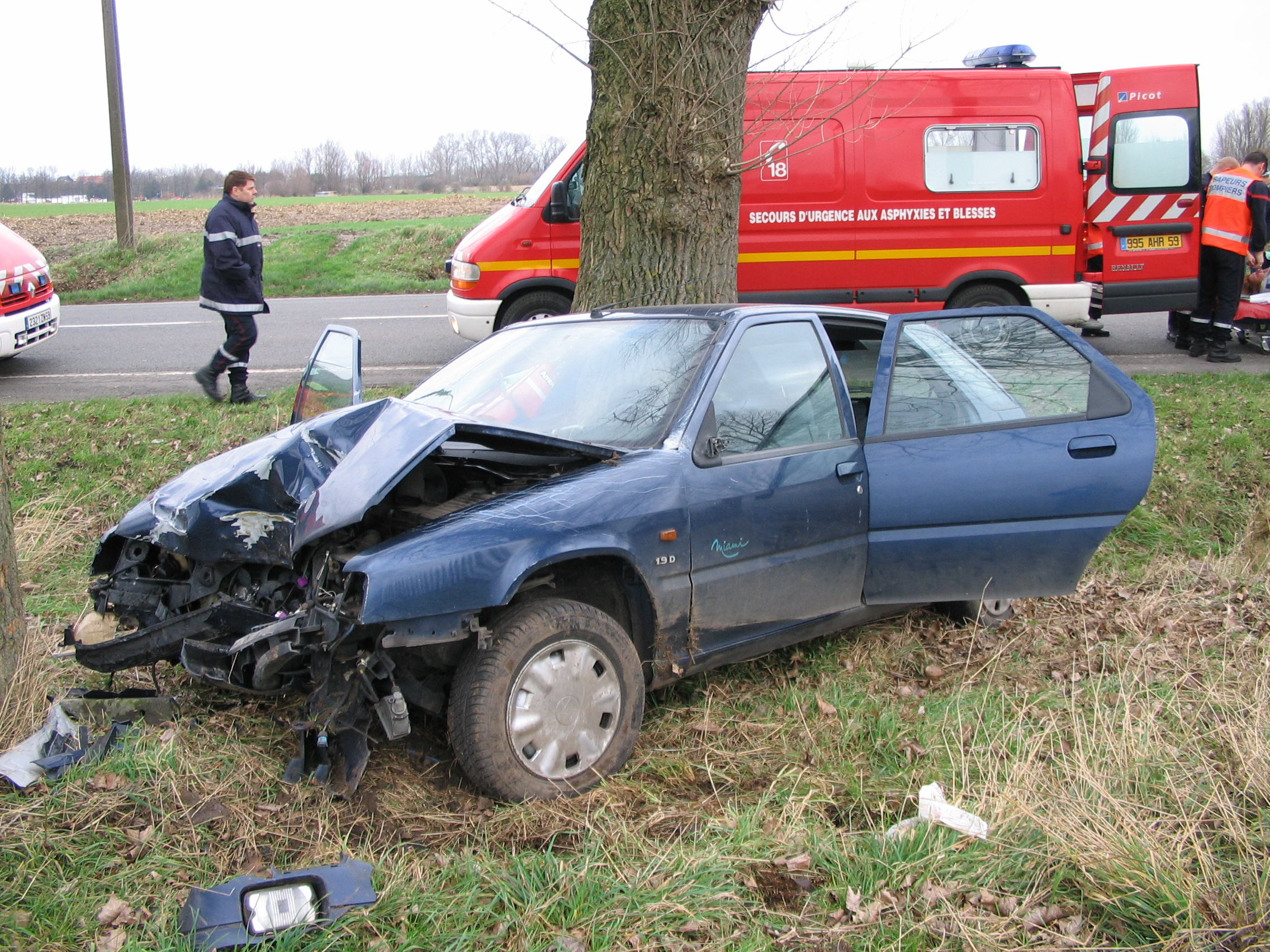
Schwerer Unfall mit Aufprall auf einen Straßenbaum

Der Deutsche Verkehrssicherheitsrat (DVR) hat am 24. Mai 2016 auf der Basis einer Empfehlung des Vorstandsausschusses Verkehrstechnik einen Beschluss zur Bekämpfung von Baumunfällen an Landstraßen gefasst. Zur Bekämpfung der Baumunfälle empfiehlt der DVR im Einzelnen:
- Vorzugsweise sind die Seitenräume von Landstraßen von allen Hindernissen frei zu halten. Dies gilt auch für die Anpflanzung von Bäumen.
- Bäume dürfen gemäß den Richtlinien für passiven Schutz an Straßen durch Fahrzeug-Rückhaltesysteme (RPS) nur außerhalb des kritischen Abstands zum Fahrbahnrand neu gepflanzt werden. Wird davon in begründeten Einzelfällen abgewichen, so sind sie bereits bei der Anpflanzung mit passiven Schutzeinrichtungen zu sichern.
- Ist bei bestehenden Bäumen im kritischen Bereich ein auffälliges Unfallgeschehen festzustellen, sind passive Schutzeinrichtungen (bei Bedarf Unterfahrschutz) aufzustellen oder auch Bäume zu entfernen.
- In Alleen unter 7,50 Metern Abstand zum Fahrbahnrand ohne passive Schutzeinrichtungen sollte die zulässige Höchstgeschwindigkeit auf maximal 70 km/h begrenzt und entsprechend überwacht werden.[104] Den erhöhten Gefahren an den Schnittstellen zwischen verschiedenen Verkehrssystemen (Straße, Bahn, Rad, Fußgänger) kann durch besondere Maßnahmen wie beispielsweise Schrankenanlagen, Lichtsignalanlagen und Warnsysteme begegnet werden. Ein wesentlicher sicherheitsfördernder Faktor ist auch im innerstädtischen Straßenverkehr ein niedriges Geschwindigkeitsniveau (Tempo-30-Zone), durch das eine Verringerung der Unfallzahl und eine deutliche Verringerung der Unfallfolgen erreichbar ist.

## Mensch und Gesellschaft

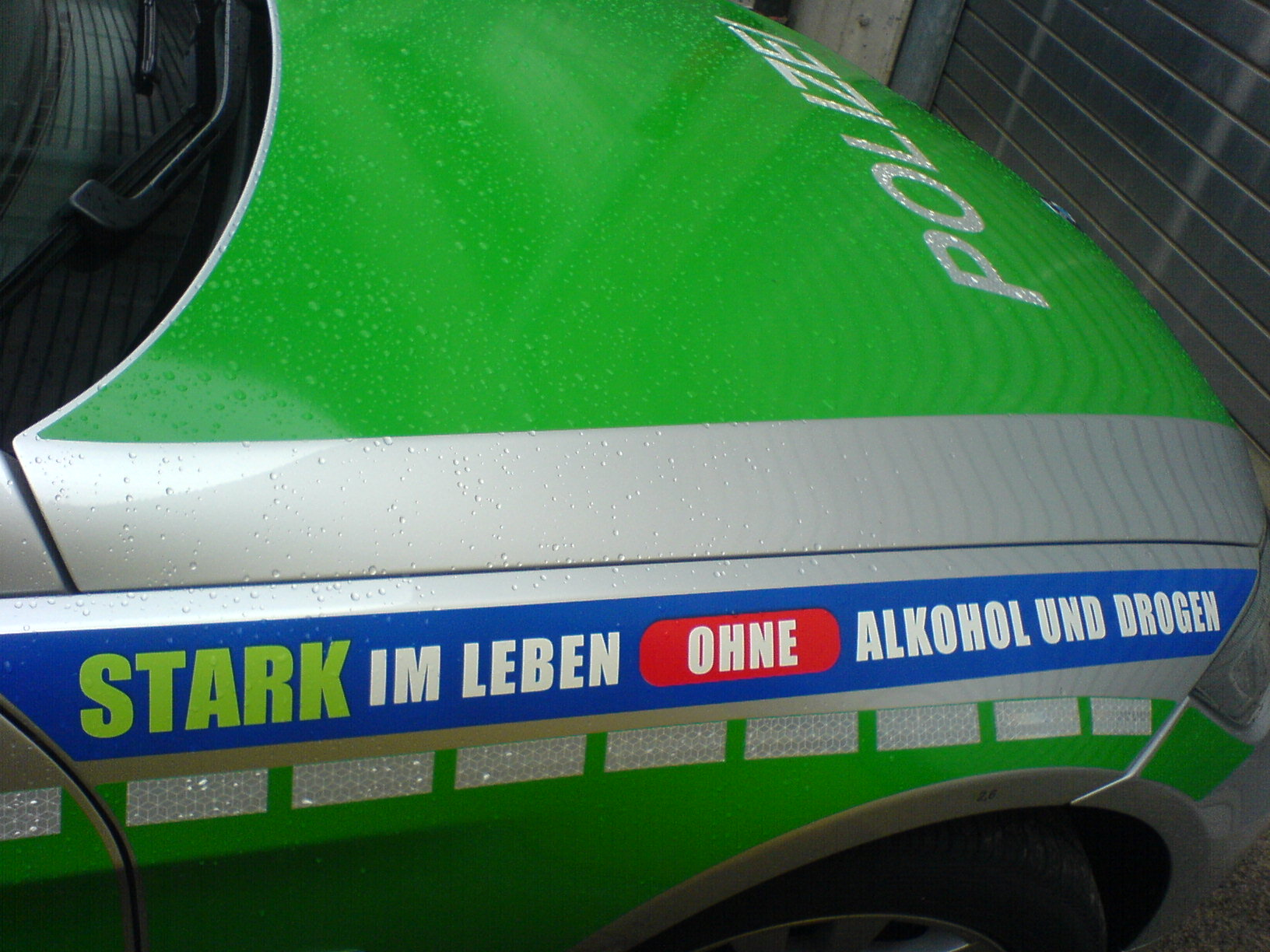
Aufkleber mit dem Motto „Stark im Leben ohne Alkohol und Drogen“ sind an allen Streifenwagen der Bayerischen Polizei angebracht – eine Initiative des Bayerischen Staatsministeriums des Innern zur Hebung der Verkehrssicherheit

Bei der Verkehrsgestaltung müssen die unterschiedlichen Verkehrsbedürfnisse, Bewegungsgeschwindigkeiten, Gefährdungsgrade, Verhaltensformen etc. der verschiedenartigen Verkehrsteilnehmer berücksichtigt werden. Die Städteplanung und die Verkehrspädagogik leisten ihre Beiträge dazu, entsprechende Programme und Projekte für die unterschiedlichen Nutzergruppen zu erarbeiten und umzusetzen.
Der Verkehrserziehung, der Fahrschulausbildung wie der Öffentlichkeitsarbeit der in der Verkehrssicherheitsarbeit tätigen Institutionen kommt deshalb eine große Bedeutung zu. Mangelnde Regelkenntnis, Unaufmerksamkeit, Nachlässigkeit, Bequemlichkeit, Machtgehabe, Boshaftigkeit, Ellenbogenverhalten, Unsicherheit und Rücksichtslosigkeit können die Verkehrssicherheit erheblich beeinträchtigen.
Da sich menschliches Fehlverhalten nicht völlig ausschließen lässt, ist das System Straßenverkehr – wie Konzept und Masterplan Vision Zero vorsehen – fehlerverzeihend auszugestalten. Die Umsetzung von Vision Zero bedeutet, dass keine Verkehrsteilnehmer mehr getötet oder schwer verletzt werden.

### Sicherheitsprogramme und -kampagnen
Die bisherigen deutschen Verkehrssicherheitsprogramme und die der EU-Kommission waren unzureichend, da konkrete Ziele und Zeithorizonte weitgehend fehlten oder für die Mitgliedstaaten nicht verbindlich gemacht worden sind.
Mit der Kampagne Make Roads Safe hat die UNO auf der ersten UN-Verkehrssicherheitskonferenz im November 2009 in Moskau erstmals eine Kampagne für globale Straßenverkehrssicherheit ausgerufen. Diese Kampagne ist für den Zeitraum 2011–2020 konzipiert. Es soll erreicht werden, dass die Zahl der für 2020 vorhergesagten durch Straßenverkehrsunfälle Getöteten von 1,9 Millionen um die Hälfte, also auf etwa 900.000, gesenkt wird. Die Zahl der Verletzten könnte um 50 Millionen reduziert werden. Etwa 90 % der Fälle ereignen sich in Entwicklungsländern.
Es wird davon ausgegangen, dass seit der Erfindung des Kraftfahrzeugs insgesamt bis 2010 über 40 Millionen Menschen im Straßenverkehr ums Leben gekommen sind. Jährlich sterben weltweit eine Million bis 1,35 Millionen Menschen durch Straßenverkehrsunfälle, etwa 50 Millionen Menschen werden jährlich im Straßenverkehr verletzt, davon 15 bis 20 Millionen schwer.
Weltweit werden durch Straßenverkehrsunfälle mehr Menschen getötet als durch Malaria. Durch Straßenverkehrsunfälle werden weltweit jährlich 260.000 Kinder unter 18 Jahren getötet, damit sind diese Unfälle nach Angaben der UNO die Hauptursache für Todesfälle bei jungen Menschen. Im Jahr 2021 ist die Zahl der weltweit durch den Straßenverkehr getöteten Menschen auf 1,19 Millionen zurückgegangen, gegenüber 2010 ein Rückgang um 5 %. Das Ziel der Vereinten Nationen ist es jedoch erneut, die Zahl der Getöteten, nun in der Dekade von 2021 bis 2030, um die Hälfte zu verringern.
Die EU-Kommission hat im Juli 2010 „Leitlinien für die Politik im Bereich der Straßenverkehrssicherheit 2011–2020 veröffentlicht. In der EU starben im Jahr 2009 35.000 Menschen auf den Straßen, 1,7 Millionen wurden verletzt. Die Zahl der Getöteten pro eine Million Einwohner betrug 2010 im EU-Durchschnitt 61, in Deutschland 45, in Schweden 28, in Großbritannien 31 und in den Niederlanden 32, in den östlichen Mitgliedstaaten waren die Risiken mit 112 Getöteten in Griechenland, mit 111 in Rumänien, mit 102 in Bulgarien und Polen am größten.“ Auch die EU-Kommission hat sich das Ziel gesetzt, die Zahl der im Straßenverkehr Getöteten in den kommenden 10 Jahren zu halbieren. Vom Europäischen Verkehrssicherheitsrat (ETSC) wird allerdings bemängelt, dass messbare Vorgaben für anstehende Aufgaben fehlen. Auch blieben wichtige Handlungsfelder unberücksichtigt oder kämen zu kurz – wie der Schutz von Fußgängern und Radfahrern. Der ETSC gibt jährlich Stellungnahmen zur Verkehrspolitik der EU heraus, zu den Wahlen des EU-Parlaments 2014 erschien ein Manifest zur Straßenverkehrssicherheit. 2014 war gemäß ETSC ein schlechtes Jahr für die Straßenverkehrssicherheit. In der EU28 wurden 25.845 Menschen durch Straßenverkehrsunfälle getötet. Im Vergleich zu 26.609 im Vorjahr, bedeutet das einen Rückgang von nur 0,6 %. Um die für 2020 festgelegten Ziele zu erreichen, müsste der Rückgang der Zahl der Getöteten jedoch jährlich mindestens 6,7 % betragen.
Im Jahr 2017 kamen auf den Straßen der EU 25 300 Menschen bei Straßenverkehrsunfällen ums Leben. Das ist zwar ein Rückgang von 20 Prozent gegenüber 2010, doch das Ziel der EU, die Zahl der Getöteten bis 2020 zu halbieren, wird damit nicht erreicht. Für die Gesellschaft entstehen nach Angaben der EU-Kommission durch Straßenverkehrsunfälle sozioökonomische Kosten von 120 Mrd. Euro jährlich.
Auf der Grundlage der Ministererklärung vom März 2017 hat die Kommission Vorschläge zur Verbesserung der sicheren Mobilität vorgelegt (Mitteilung COM/2018/293 final). Neue Fahrzeugmodelle von Personenkraftwagen sind demnach mit fortschrittlichen Sicherheitssystemen wie Notbremsassistenten und Spurhalteassistenten auszustatten. Zudem sollen für Lastwagen Einrichtungen zur Fußgänger- und Radfahrererkennung vorgeschrieben werden (s. a. Abbiegeassistent) [Vorschlag für eine Verordnung COM/2018/286 final – 2018/0145 (COD)]. Gemäß Bundesministerium für Verkehr und digitale Infrastruktur (BMVI) ist damit zu rechnen, dass auf europäischer Ebene ein verpflichtender Einbau von Abbiegeassistenten erst ab 2022 für alle neuen Fahrzeugtypen und ab 2024 für alle Neufahrzeuge erfolgt. Das BMVI hat ein Förderprogramm zum Einbau von Abbiegeassistenten aufgelegt, für dessen Inanspruchnahme ab dem 21. Januar 2019 Anträge beim Bundesamt für Güterverkehr (BAG) gestellt werden können.
Die Mitgliedstaaten sollen darüber hinaus bei der systematischen Ermittlung gefährlicher Straßenabschnitte und bei der gezielten Ausrichtung von Investitionen unterstützt werden [Vorschlag für eine Richtlinie COM/2018/274 final – 2018/0129 (COD)]. Die Richtlinie (RL 2008/96/EG) soll dahingehend erweitert werden, dass das Sicherheitsmanagement für die Straßenverkehrsinfrastruktur nicht nur auf das transeuropäische Verkehrsnetz (TEN-V) anzuwenden ist, sondern zukünftig alle Hauptverkehrsstraßen und weitere durch die EU-geförderte Straßen in das Sicherheitsmanagement einzubeziehen sind. Durch die Inkraftsetzung dieser Verordnung und die Umsetzung der geänderten Richtlinie könnten in den Mitgliedstaaten im Zeitraum 2020–2030 gemäß EU-Kommission bis zu 10 5000 Leben gerettet und fast 60 000 schwere Verletzungen vermieden werden. Die Zahl der Getöteten und der schwer Verletzten soll bis zum Jahr 2050 auf nahezu Null sinken.
Im Juni 2019 hat die EU-Kommission einen neuen Rahmenplan zur Straßenverkehrssicherheit in der Europäischen Union für den Zeitraum 2021–2030 mit den nächsten Schritten zu „Vision Zero“ herausgegeben. In diesem Arbeitspapier für die Verantwortlichen wird festgestellt, dass die angestrebte Reduzierung der Unfallopfer von 31 500 im Jahr 2010 auf 15 750 im Jahr 2020 nicht erreicht wird. 2018 betrug die Zahl der im Straßenverkehr Getöteten in der EU 25 100, die Zahl der Schwerverletzten 135 000. Am Ziel, die Unfallopferzahlen bis 2050 auf Null zu senken, wird festgehalten. Bis 2030 soll die Zahl der Getöteten und jetzt auch der Schwerverletzten vom Stand des Jahres 2020 um 50 % reduziert werden. Im Rahmenplan wird zudem darauf hingewiesen, dass nach einer neuen Studie durch Straßenverkehrsunfälle in der EU jährliche Kosten von 280 Mrd. Euro entstehen.
Im April 2024 hat der Europäische Rechnungshof einen Sonderbericht zur Verwirklichung der EU-Ziele im Bereich Straßenverkerhssicherheit vorgelegt. In diesem Bericht empfiehlt der Europäische Rechnungshof insbesondere, die Berichterstattung über schwere Verletzungen zu verbessern und Leistungsziele festzulegen, einen stärkeren Schwerpunkt auf die Unfallursachen zu legen, weitere Leitlinien für alle Risikoberiche einzuführen sowie eine klare Priorisierung und eine nachträgliche Bewertung der von der EU kofinanzierten Projekte.
In Deutschland ist das bisherige für den Zeitraum von 2001 bis 2010 aufgestellte „Programm für mehr Sicherheit im Straßenverkehr“ im Herbst 2011 durch ein neues bis 2020 geltendes Programm ersetzt worden. Der Wissenschaftliche Beirat beim Bundesminister für Verkehr, Bau und Stadtentwicklung (BMVBS) hatte im November 2010 ein Gesamtkonzept mit 40 Empfehlungen zur Verkehrssicherheit bis 2020 vorgelegt. Dieses Maßnahmenkonzept ging dem ursprünglich für Anfang 2011 zur Veröffentlichung geplanten neuen Programm der Bundesregierung für mehr Sicherheit im Straßenverkehr voraus und hätte deshalb besonders berücksichtigt werden müssen. Eine der zentralen Empfehlungen des Wissenschaftlichen Beirats ist die Einführung eines Tempolimits von 130 km/h auf Autobahnen bzw. ein entsprechendes in Europa einheitliches Tempolimit. Aus wissenschaftlicher Sicht werden vielfältige negative Auswirkungen auf die Verkehrsteilnehmer, die Gesellschaft und die Umwelt durch Fahren mit hohen Geschwindigkeiten bzw. ohne Tempolimit 130 km/h festgestellt:
Überproportional zunehmende Unfallschwere mit wachsender Aufprallgeschwindigkeit. – Mit zunehmender Geschwindigkeit abnehmende Möglichkeiten für Reaktionen und Korrekturmanöver bei unvorhergesehenen Ereignissen und damit höhere Risiken für Auffahr- und Folgeunfälle. – Höheres Unfallrisiko bei eingeschränkten Sichtverhältnissen (Nebel, Nacht). – Höheres Unfallrisiko bei Spurwechsel, Überholvorgängen und beim Einfädeln. – Höhere Risiken aufgrund der Differenzgeschwindigkeiten zwischen Lkw und Pkw. – Erhöhte Ausbau- und Sicherheitsstandards (Fahrstreifenbreite, Radien, Standspur etc.) für hohe Entwurfsgeschwindigkeiten und damit Kosten für Investitionen und Unterhaltung. – Höherer Energieverbrauch, Schadstoffausstoß und Lärm. – Größere Störanfälligkeit, Beeinträchtigung und Leistungsfähigkeit. – Höhere Risiken für ausländische Fahrer. – Geringerer Fahrkomfort und geringeres subjektives Sicherheitsempfinden älterer und selten fahrender Verkehrsteilnehmer.
Das neue Programm der Bundesregierung enthält eine umfassende Analyse und zahlreiche Empfehlungen, es soll insgesamt 40 Maßnahmen in den Aktionsfeldern Mensch, Infrastruktur und Fahrzeugtechnik, auf den Weg bringen. Es wird allerdings nur eine Reduktion der Getötetenzahlen bis 2020 um 40 % angestrebt, wegen des Verzichts auf weitere konkrete Zielvorgaben und ordnungsrechtliche Maßnahmen bleibt es relativ unverbindlich.
Selbst wenn die vom Wissenschaftlichen Beirat geforderte Halbierung der Zahl der tödlich verunglückten Straßenverkehrsteilnehmer, ausgehend vom Jahr 2010, gelingen sollte, werden in Deutschland bis 2020 voraussichtlich immer noch etwa 30.000 Menschen durch Straßenverkehrsunfälle sterben.
Da jugendliche Verkehrsteilnehmer überproportional häufig an Verkehrsunfällen beteiligt sind, gibt es auch Verkehrssicherheitsprojekte, die sich ausdrücklich um diese Zielgruppe bemühen, wie etwa das „Projekt Schutzengel“ im Kreis Gütersloh, das sich an 16- bis 24-jährige Verkehrsteilnehmer richtet und bei dem sich bereits über 12.500 Schutzengel registriert haben. Das Projekt führte nachweislich einer begleitenden Studie der Universität Duisburg-Essen zur Senkung der Unfallzahlen in der Zielgruppe um 20 % und wurde mit dem (nordrhein-westfälischen) Landespreis für Innere Sicherheit ausgezeichnet. Das international verbreitete Karlsruher Modell Verkehrserziehung vom Kinde aus wendet sich mit seinen Lernprogrammen wie dem Karlsruher 12-Schritte-Programm und seinen fächerübergreifenden Projekten wie dem Schulwegspiel oder dem Fußgängerdiplom an die besonders gefährdete Gruppe der Schulanfänger. Es wurde durch die Gattin des Bundespräsidenten mit einem Wissenschaftspreis ausgezeichnet.
Die Deutsche Bundespost hat sich 1983 der Kampagne um mehr Sicherheit von Kindern Im Straßenverkehr mit der Herausgabe einer eigenen Briefmarke „Kind und Straßenverkehr“ angeschlossen.
Grundsätzlich positiv trägt zur Verkehrssicherheit bei: Aufmerksames vorausschauendes und gleichmäßiges Fahren, Gelassenheit, Mitdenken für andere, Verzicht auf Ellenbogenverhalten sowie das Einhalten der Verkehrsregeln. Dazu gehört das Einhalten von angemessenen Abständen, insbesondere gegenüber Fußgängern und Fahrradfahrern, zur eigenen Sicherheit auch gegenüber Lkw.
Bei Unfällen, Pannen oder sonstigen wichtigen Gründen ist das Warnblinklicht der Fahrzeuge einzuschalten, in ausreichenden Abständen sind Warndreiecke aufzustellen. In einigen Ländern müssen beim Verlassen der Fahrzeuge außerhalb geschlossener Ortschaften Warnwesten getragen werden. In Deutschland galt dies bis zum 1. Juli 2014 nur für Fahrer und ständige Beifahrer gewerblich genutzter Fahrzeuge. Seit dem 1. Juli 2014 müssen in allen in Deutschland zugelassenen Pkw für Fahrer Warnwesten mitgeführt werden, für Beifahrer ebenfalls, wenn diese regelmäßig Versicherte sind.
Fahrerische Extremsituationen (plötzliches Bremsen oder Ausweichen) können auch Fahrzeuglenker mit jahrelanger Erfahrung überfordern. Das richtige Verhalten in solchen Situationen kann in Fahrtechnikzentren (durch Gefahrentraining) erlernt werden.
Unfalldatenspeicher (UDS), auch Black Box genannt, ermöglichen, über die Vorgänge bei einem Unfall genauere Erkenntnisse zu erhalten, die zur Erhöhung der Verkehrssicherheit bedeutsam sein können.
Aktivitäten des DVR und des ETSC
Auf nationaler Ebene gibt vor allem der Deutsche Verkehrssicherheitsrat (DVR) regelmäßig Stellungnahmen zur Straßenverkehrssicherheit in Deutschland ab und legt auch eigene Vorschläge vor. Im Jahr 2013 hatte der DVR „Top-Forderungen des DVR zur Verkehrssicherheit“ vorgelegt, 2014 das Positionspapier „Bekämpfung von Baumunfällen auf Landstraßen“, 2018 das „DVR/DVW-Arbeitsprogramm 2019“ und wie in jedem Jahr eine Presseinformation mit Maßnahmenvorschlägen zur Veröffentlichung der jährlichen amtlichen Unfallstatistik.
Auf EU-Ebene ist der European Transport Safety Council (ETSC) in ähnlicher Weise aktiv. Der ETSC veröffentlichte im Juni 2019 den „13th Road Safety Performance Index-Report: Ranking EU Progress on Road Safety“, am 10. Juli dann „Road Safety Priorities for the EU 2020–2030, Briefing for the new European Parliament“ und ebenfalls im Juli „Briefing Road Safety Priorities for the EU in 2019, Memorandum to the Finnish Presidency of the Council of the European Union“.
Tempolimit
Die Begrenzung und Reduzierung der zulässigen Geschwindigkeiten ist ein wirksames Mittel zur Reduzierung von Verkehrsunfällen. Die ETSC stellt in ihrem PIN Flash Report 36 abschließend fest, dass 2 100 Leben gerettet werden könnten, wenn die Durchschnittsgeschwindigkeit auf allen Straßen der EU um nur 1 km/h gesenkt werden würde. Die Geschwindigkeit ist demnach auch der größte von allen bekannten Risikofaktoren. Auf den Straßen der EU gelten auf Landstraßen Tempolimits von 70 km/h (Belgien/Flandern und Schweden) bis 100 km/h (Österreich, Deutschland, Irland und Großbritannien). In Ortsgebieten beträgt die zulässige Geschwindigkeit in fast allen Mitgliedsstaaten 50 km/h.
Auf allen Autobahnen der EU gelten, außer in Deutschland, generelle Geschwindigkeitsbegrenzungen. In Deutschland gilt für PKW und Motorräder lediglich eine Richtgeschwindigkeit von 130 km/h. Nach einer Untersuchung der Bundesanstalt für Straßenwesen im Jahr 2015 galten auf ca. 30 % der Bundesautobahnen Geschwindigkeitsbegrenzung von 130 km/h oder weniger (meistens 120 oder 100 km/h). Bisher war der ADAC einer der vehementesten Kritiker von generellen Geschwindigkeiten auf Bundesautobahnen. Wenige Tage vor dem 58. Verkehrsgerichtstag in Goslar (29. bis 31. Januar 2020) erklärte der ADAC-Vizepräsident, Gerhard Hillebrand, jedoch, der ADAC sei „nicht mehr grundsätzlich“ gegen eine Geschwindigkeitsbegrenzung auf Autobahnen. Mit der Begründung Ressourcen zu sparen, haben die Umweltminister von Bund und Ländern bei ihren Treffen vom 11. bis 13. Mai 2022 in Wilhelmshaven für ein Tempolimit auf Autobahnen gestimmt.

### Verkehrsüberwachung
Die Verkehrsüberwachung umfasst präventive und repressive Aktivitäten im Verkehrsraum, die ebenfalls der Erhöhung der Verkehrssicherheit dienen. Die Verkehrsüberwachung gehört in das Aufgabenspektrum der Polizei und anderer Verkehrsbehörden.

## Rettungswesen

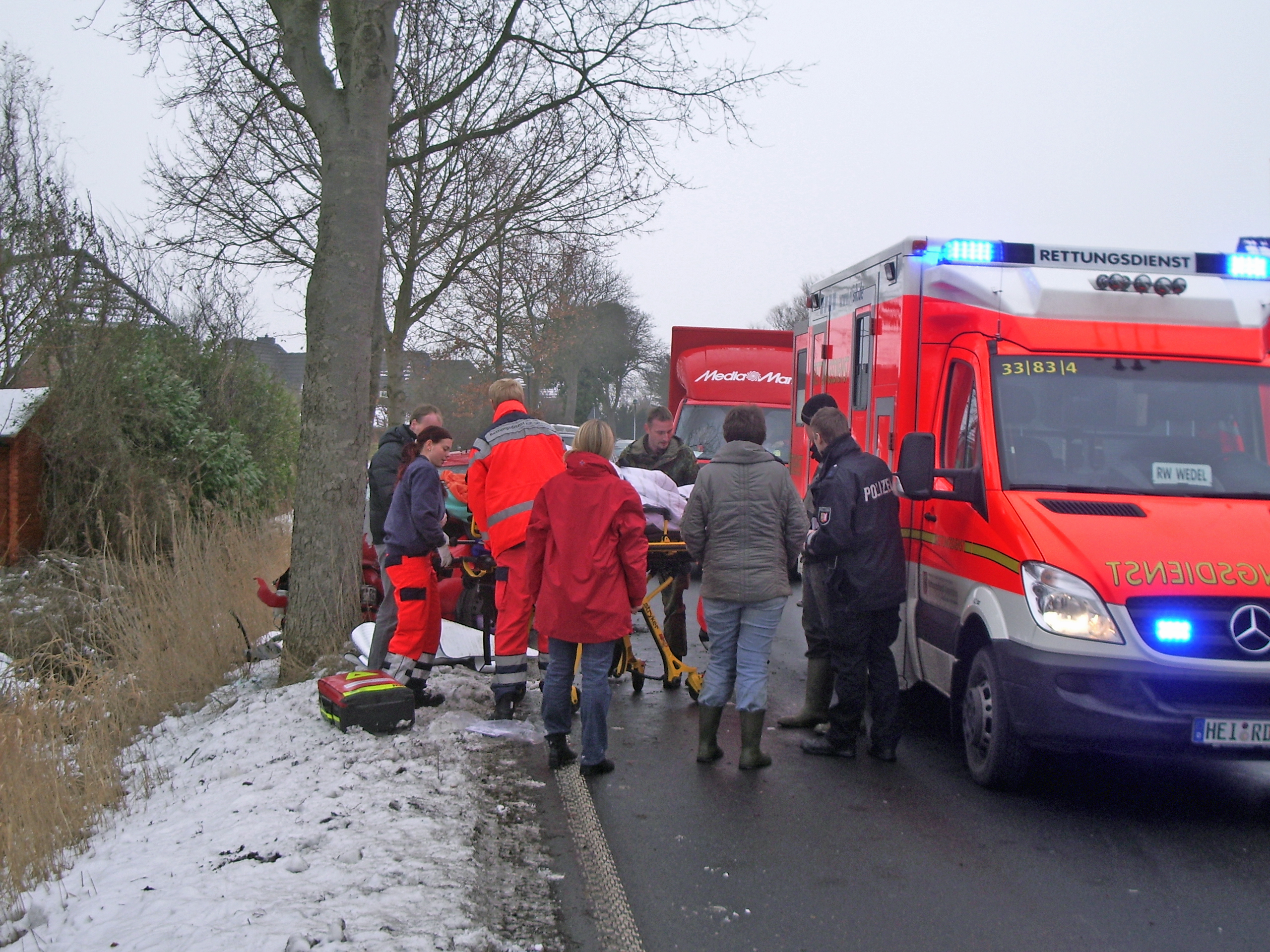
Verkehrsunfall mit einer schwerverletzten Person auf der Landstraße 261 im Kreis Pinneberg

Einfluss auf die Verringerung von Unfallfolgen hat schließlich auch die Qualität des Rettungswesens. Die 1969 gegründete Björn-Steiger-Stiftung e. V. hat ganz wesentlich zur Verbesserung des Rettungswesens beigetragen. Je mehr Menschen regelmäßig ihre Grundkenntnisse in Erster Hilfe auffrischen, desto besser sind die Erfolgschancen im Rettungsdienst. Im Straßenverkehr kann über das System eCall der genaue Standort des Fahrzeugs per Satellitenortung ermittelt und nach schweren Unfällen automatisch eine Telefonverbindung mit einer Notrufzentrale hergestellt werden.
Da sich die meisten schweren Unfälle außerhalb der Städte und geschlossener Ortschaften ereignen, sind hier kurze Eintreffzeiten des Rettungsdienstes besonders wichtig. Im Unfallverhütungsbericht Straßenverkehr 2008/2009 werden Eintreffzeiten des Rettungsdienstes von 5 bis 20 Minuten (Mittelwert: 9 Minuten, 95-Prozent-Hilfswert: 18,4 Minuten) bzw. des bodengebundenen Notarztes von 5 bis 20 Minuten genannt (Mittelwert: 12,3 Minuten, 95-Prozent-Hilfswert: 26,6 Minuten). Damit liegen die Eintreffzeiten, ausgehend von über 100.000 Einsätzen mit einem Notarzt, bei über 5000 Einsätzen jenseits von 26,6 Minuten. Eine Differenzierung der Eintreffzeiten nach Regionen erfolgt im Unfallverhütungsbericht nicht.

## Weitere Institutionen
- Bundesanstalt für Straßenwesen
- Unfallforschung der Versicherer
- Institut für Zweiradsicherheit
- Deutscher Verkehrssicherheitsrat